# 甲賀市
甲賀市（こうかし）は、滋賀県の南東部の甲賀地域にある市。県の南端に位置し、南東端は三重県、南西端は京都府と接する。2004年（平成16年）に旧甲賀郡の5町（信楽町、甲南町、水口町、甲賀町、土山町）が平成の大合併で合併して発足した市であり、旧郡域の大部分を占める。
なお、「甲賀」の読みには「こうか」と「こうが」の2通りがあり、市町村合併後の市名決定のために決選投票が行われた結果、従来の甲賀郡（こうかぐん）の読み方を引き継ぎ、清音の「こうか」を市名の読みに採用した。

## 概要
甲賀地域は745年に聖武天皇によって紫香楽宮が造営されるなど、古代に遡る歴史を持つ。東の鈴鹿山脈から続く山がちな地形ではあるものの、五街道の1つである東海道が東西に横断し、宿場町として水口宿と土山宿が置かれた。
近世ではのちに甲賀忍者と呼ばれる甲賀武士の里として知られ、甲賀武士が崇敬したとされる油日神社、飯道神社、矢川神社、田村神社などの古社が現存する。また、櫟野寺にある日本最大の十一面観音菩薩坐像などの文化財も現存する。十楽寺と櫟野寺と大池寺が所蔵する大仏は「甲賀三大仏」と呼ばれる。江戸時代には水口藩加藤家が置いた水口城の城下町として栄えた一面も持つ。明治以降は水口地域に滋賀県の行政機関が置かれ、甲賀郡の中心となった。
産業面では、2008年の新名神高速道路開通前後に工業団地の立地が進み、2018年には県内市町別工業製造品出荷額で1位となっている。また、日本六古窯の1つである信楽焼の産地として窯業や、甲賀忍者にルーツを持つとされる製薬業も古くから盛んであり、農業では土山茶・朝宮茶など近江茶の産地としても知られる。
2019年度下半期放送のNHK連続テレビ小説『スカーレット』は、甲賀市信楽地域を舞台として放送された。

### 市章
市章は合併協議会で募集・選定された結果、福岡県の男性の図案が市章として制定された。図案の趣旨は「甲」の字をデフォルメした物で、外側の円は健康で安心して暮らせる街をイメージし、その中に活気ある街の輝き、未来への希望を表現しているという。

### 地名
「こうか」の読みは、古代に甲賀地域を治めた百済系豪族の鹿深（かふか）氏に由来するとされる。甲賀駅や甲賀土山インターチェンジなど、市内の公共施設における「甲賀」は基本的に「こうか」と読むが、名字や民間企業の社名などでは「こうが」と発音する事例も少なくなく、一例として市内のゴルフ場「甲賀カントリークラブ」や、甲賀健康医療専門学校（現：ルネス紅葉スポーツ柔整専門学校）などでは「こうが」の読みを用いている。

## 地理

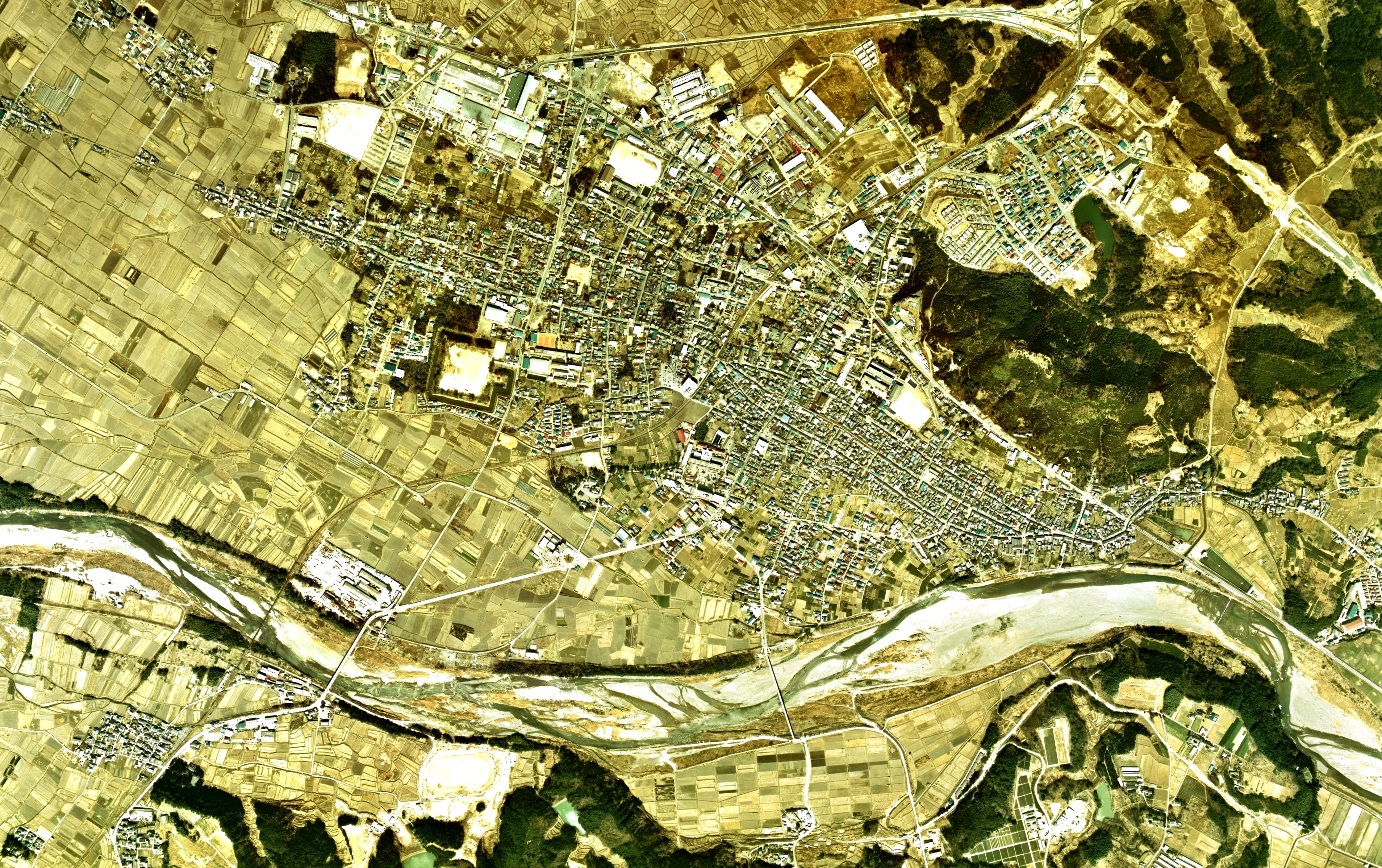
旧水口町中心部周辺の空中写真。1974年撮影の2枚を合成作成。。

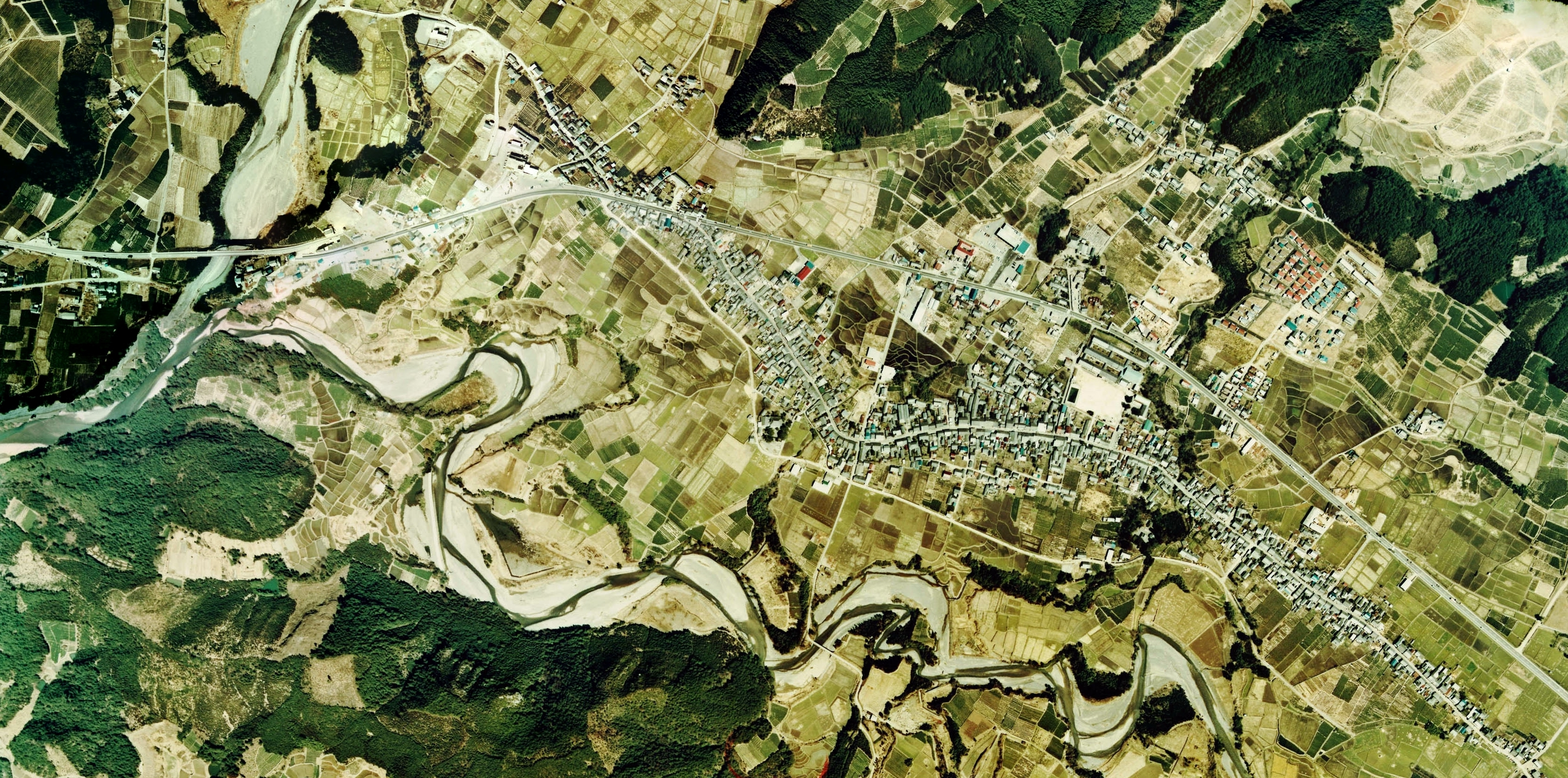
旧土山町中心部周辺の空中写真。1974年撮影の2枚を合成作成。。

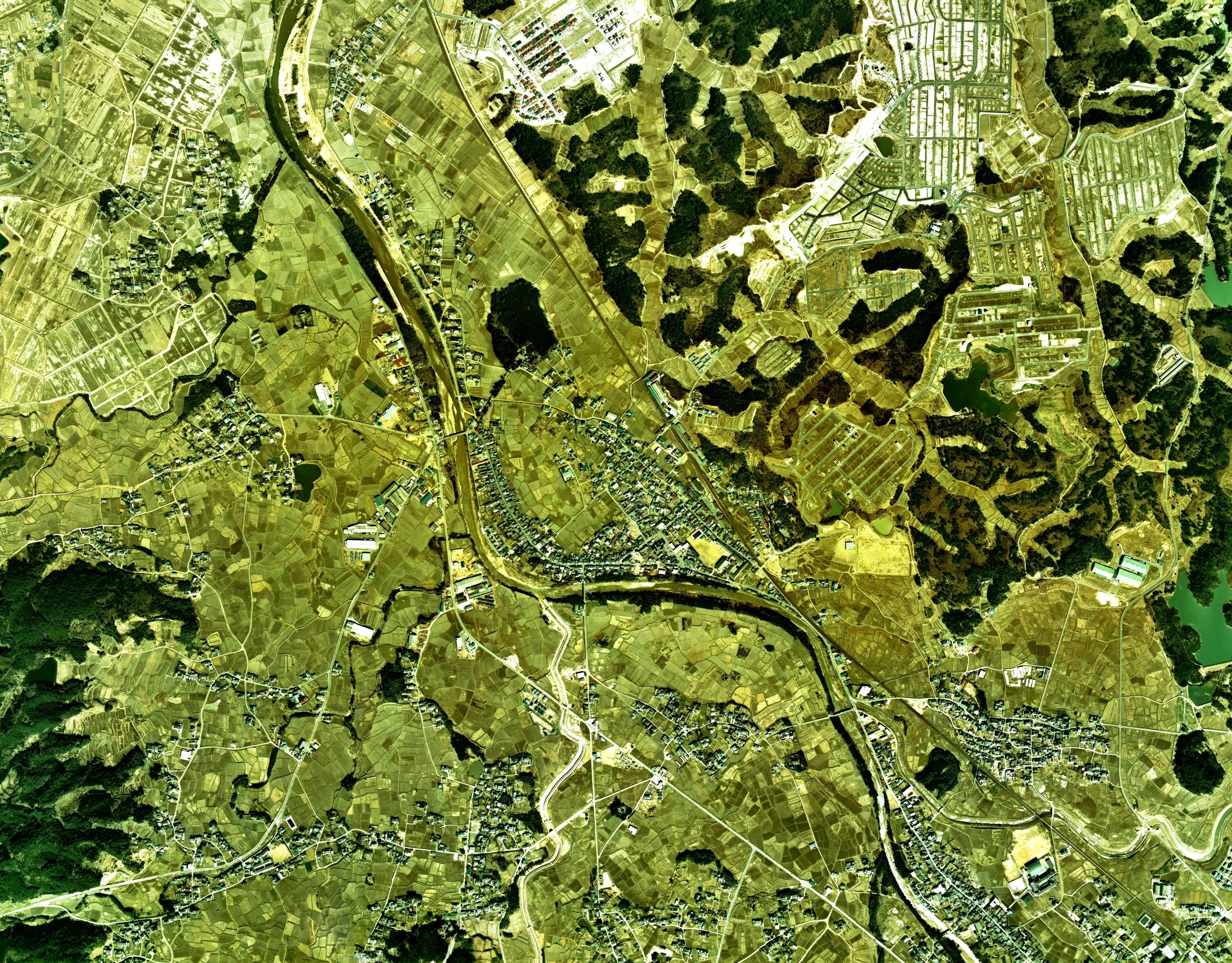
旧甲南町中心部周辺の空中写真。1974年撮影の2枚を合成作成。。

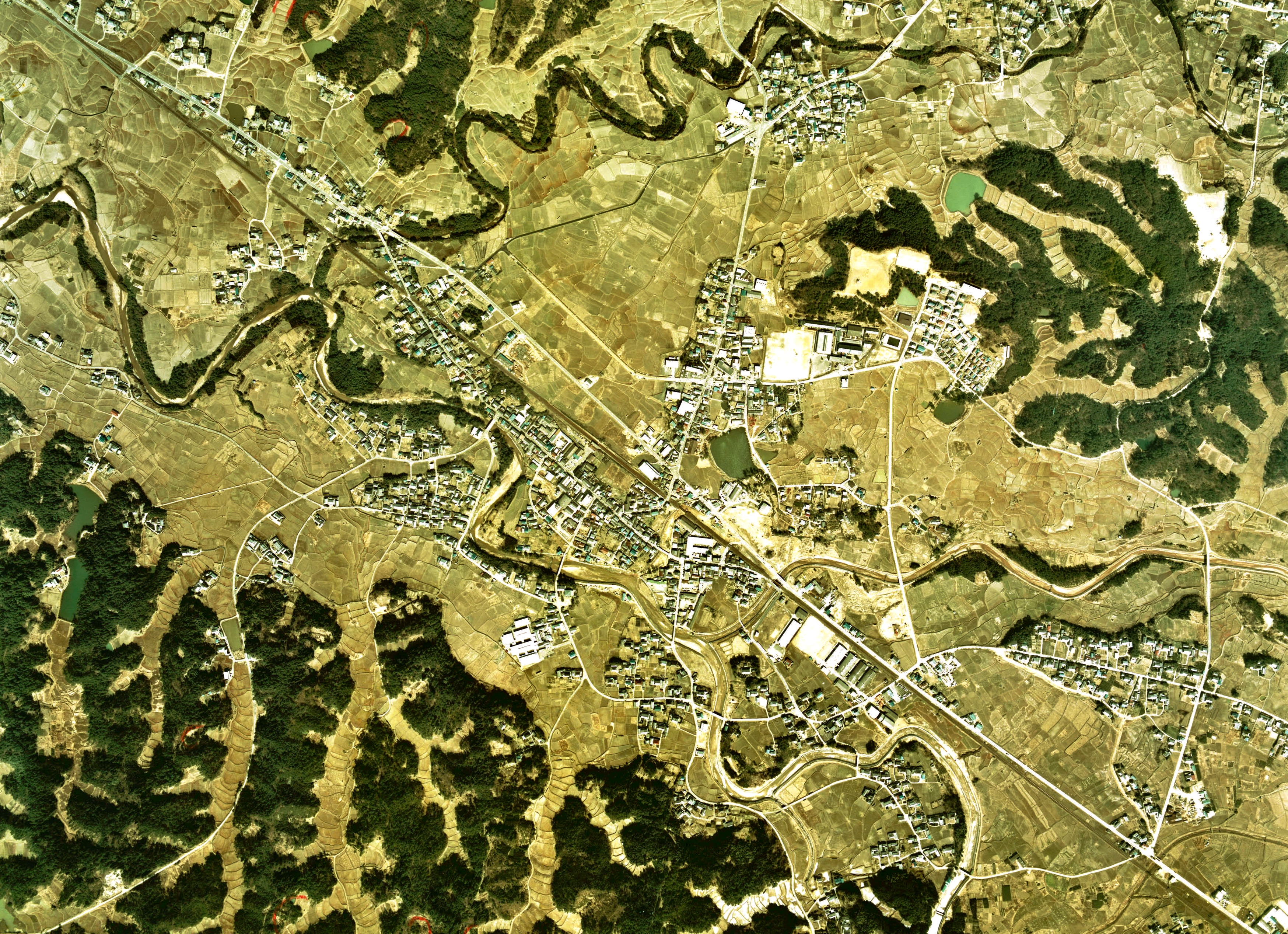
旧甲賀町中心部周辺の空中写真。1974年撮影。。

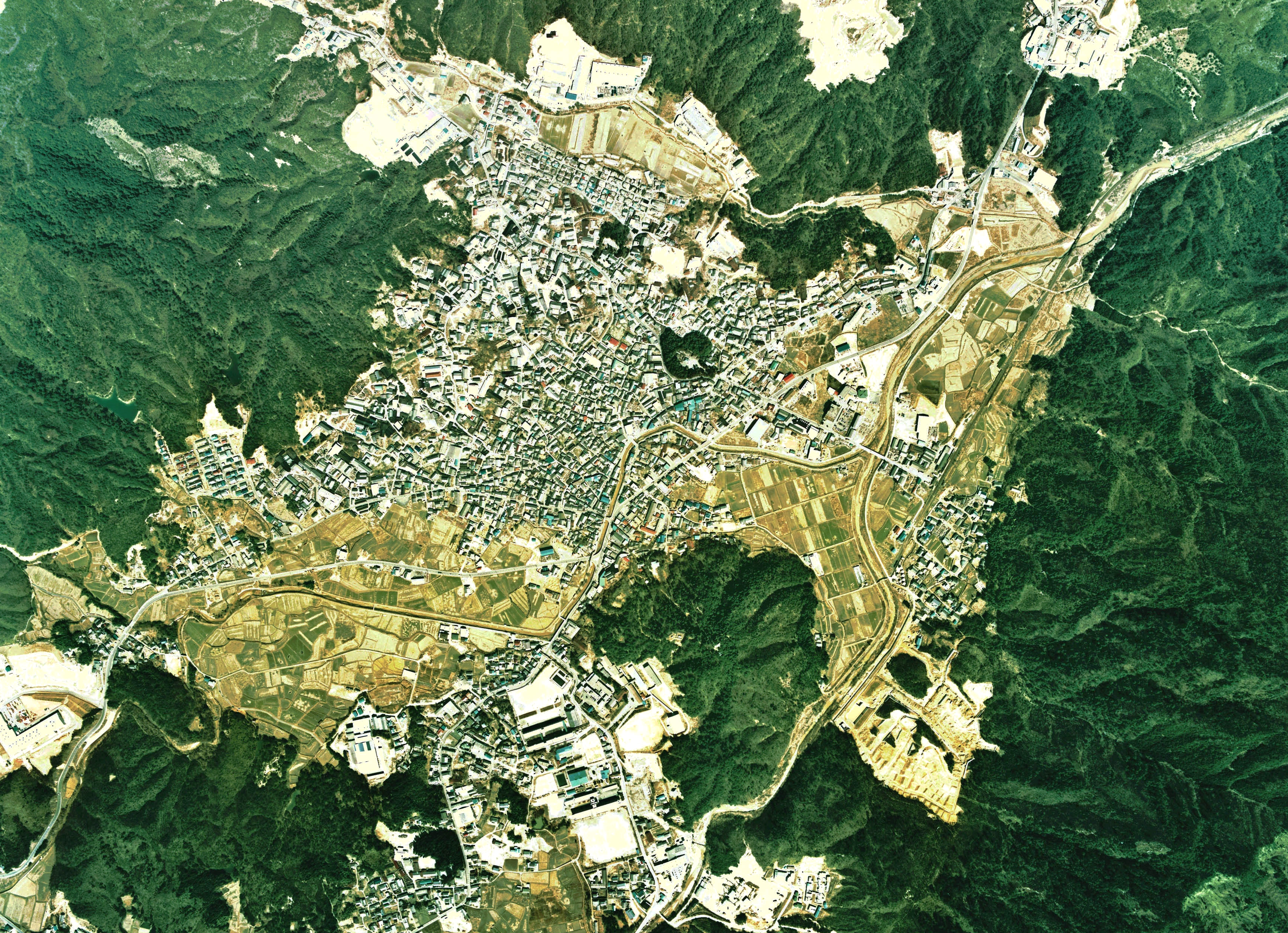
旧信楽町中心部周辺の空中写真。1974年撮影。。

### 位置
甲賀市は滋賀県南端部に位置し、南東端は三重県、南西端は京都府と隣接している。市域は東西に長く、市域面積は481.62 km2に及び、滋賀県・京都府・三重県に属する数多くの自治体と隣接している。甲賀市は大阪・名古屋から100 km圏内にあり、鉄道は広域を結ぶ幹線こそ通らないものの複数の路線が敷設されており、道路においては国道1号をはじめとした近畿圏と中部圏を結ぶ広域交通路が通る地域である。
甲賀市の東端には標高1000 m級の鈴鹿山脈の南嶺が北東から南西方向に走っており、三重県北部の自治体との行政境界を成している。甲賀市の最高標高地点は鈴鹿山脈に属する雨乞岳である。このように標高の高い市域東部の山々から中央北部の水口丘陵南沿の谷を野洲川が、東部に比べれば標高の低い市域南部の甲賀丘陵沿の杣谷を野洲川の支流の杣川が流れ、それぞれの川筋に沿う形で平地が開けている。また、市域南西部の信楽地区には、信楽盆地の中を大戸川が流れている。なお、野洲川水系は他の滋賀県内の河川と同じく琵琶湖へ流れ込むのに対して、大戸川は琵琶湖を介さず直接瀬田川へ流れ込む。したがって市内で信楽地域だけは異なる分水界に属していることとなる。市内の主な水域としては、野洲川ダム、青土ダム、大原ダム、櫟野川砂防ダムなどによって作られた人造湖群がある。
広袤（こうぼう）
国土地理院地理情報によると甲賀市の東西南北それぞれの端は以下の地点である。
|                                                                           | 北端 北緯35度01分51秒 東経136度09分50秒 / 北緯35.03083度 東経136.16389度 ↑ |                                                                           |
| 西端 北緯34度51分55秒 東経135度56分48秒 / 北緯34.86528度 東経135.94667度← | 市役所 北緯34度57分58秒 東経136度10分02秒 / 北緯34.96611度 東経136.16722度 | 東端 →北緯35度00分04秒 東経136度25分17秒 / 北緯35.00111度 東経136.42139度 |
|                                                                           | ↓ 南端 北緯34度47分27秒 東経136度01分37秒 / 北緯34.79083度 東経136.02694度 |                                                                           |

### 地形

#### 山地
主な山
- 鈴鹿山脈
  - 雨乞岳（市内最高峰）
  - 鎌ヶ岳
  - 入道ヶ岳
- 笹ヶ岳
- 飯道山

#### 河川
主な川
- 野洲川
  - 杣川
- 瀬田川
  - 大戸川

### 気候
甲賀市は、基本的に瀬戸内気候帯に属するとされているものの、同時に内陸性気候でもある。ただし、そもそも滋賀県自体が、どの気候帯に属するのか微妙な位置にあり、季節によっても多少の変動があるので、明確な線引きはできない。なお、降雨量については、冬期よりも夏期に多い傾向が見られる。
| 信楽（甲賀市信楽町牧、標高265 m、1991年～2020年）の気候 | 信楽（甲賀市信楽町牧、標高265 m、1991年～2020年）の気候 | 信楽（甲賀市信楽町牧、標高265 m、1991年～2020年）の気候 | 信楽（甲賀市信楽町牧、標高265 m、1991年～2020年）の気候 | 信楽（甲賀市信楽町牧、標高265 m、1991年～2020年）の気候 | 信楽（甲賀市信楽町牧、標高265 m、1991年～2020年）の気候 | 信楽（甲賀市信楽町牧、標高265 m、1991年～2020年）の気候 | 信楽（甲賀市信楽町牧、標高265 m、1991年～2020年）の気候 | 信楽（甲賀市信楽町牧、標高265 m、1991年～2020年）の気候 | 信楽（甲賀市信楽町牧、標高265 m、1991年～2020年）の気候 | 信楽（甲賀市信楽町牧、標高265 m、1991年～2020年）の気候 | 信楽（甲賀市信楽町牧、標高265 m、1991年～2020年）の気候 | 信楽（甲賀市信楽町牧、標高265 m、1991年～2020年）の気候 | 信楽（甲賀市信楽町牧、標高265 m、1991年～2020年）の気候 |
| 月                                                      | 1月                                                     | 2月                                                     | 3月                                                     | 4月                                                     | 5月                                                     | 6月                                                     | 7月                                                     | 8月                                                     | 9月                                                     | 10月                                                    | 11月                                                    | 12月                                                    | 年                                                      |
| ------------------------------------------------------- | ------------------------------------------------------- | ------------------------------------------------------- | ------------------------------------------------------- | ------------------------------------------------------- | ------------------------------------------------------- | ------------------------------------------------------- | ------------------------------------------------------- | ------------------------------------------------------- | ------------------------------------------------------- | ------------------------------------------------------- | ------------------------------------------------------- | ------------------------------------------------------- | ------------------------------------------------------- |
| 最高気温記録 °C （°F）                                  | 16.4 (61.5)                                             | 19.8 (67.6)                                             | 23.4 (74.1)                                             | 28.6 (83.5)                                             | 31.7 (89.1)                                             | 34.8 (94.6)                                             | 36.0 (96.8)                                             | 35.8 (96.4)                                             | 34.4 (93.9)                                             | 30.1 (86.2)                                             | 24.6 (76.3)                                             | 23.5 (74.3)                                             | 36.0 (96.8)                                             |
| 平均最高気温 °C （°F）                                  | 6.7 (44.1)                                              | 7.5 (45.5)                                              | 11.6 (52.9)                                             | 17.5 (63.5)                                             | 22.2 (72)                                               | 25.2 (77.4)                                             | 29.3 (84.7)                                             | 30.4 (86.7)                                             | 26.3 (79.3)                                             | 20.7 (69.3)                                             | 15.1 (59.2)                                             | 9.5 (49.1)                                              | 18.5 (65.3)                                             |
| 日平均気温 °C （°F）                                    | 1.6 (34.9)                                              | 2.0 (35.6)                                              | 5.3 (41.5)                                              | 10.6 (51.1)                                             | 15.8 (60.4)                                             | 19.9 (67.8)                                             | 23.9 (75)                                               | 24.6 (76.3)                                             | 20.8 (69.4)                                             | 14.6 (58.3)                                             | 8.5 (47.3)                                              | 3.6 (38.5)                                              | 12.6 (54.7)                                             |
| 平均最低気温 °C （°F）                                  | −3.1 (26.4)                                             | −3.1 (26.4)                                             | −0.8 (30.6)                                             | 3.6 (38.5)                                              | 9.4 (48.9)                                              | 15.1 (59.2)                                             | 19.6 (67.3)                                             | 20.1 (68.2)                                             | 16.2 (61.2)                                             | 9.3 (48.7)                                              | 2.8 (37)                                                | −1.4 (29.5)                                             | 7.3 (45.1)                                              |
| 最低気温記録 °C （°F）                                  | −14.1 (6.6)                                             | −12.8 (9)                                               | −8.3 (17.1)                                             | −5.7 (21.7)                                             | −1.3 (29.7)                                             | 3.0 (37.4)                                              | 10.8 (51.4)                                             | 10.6 (51.1)                                             | 4.7 (40.5)                                              | −2.2 (28)                                               | −6.8 (19.8)                                             | −9.6 (14.7)                                             | −14.1 (6.6)                                             |
| 降水量 mm （inch）                                      | 60.2 (2.37)                                             | 68.9 (2.713)                                            | 114.9 (4.524)                                           | 114.3 (4.5)                                             | 143.1 (5.634)                                           | 204.8 (8.063)                                           | 202.2 (7.961)                                           | 159.6 (6.283)                                           | 186.7 (7.35)                                            | 154.7 (6.091)                                           | 76.0 (2.992)                                            | 60.5 (2.382)                                            | 1,534.6 (60.417)                                        |
| 平均降水日数 （≥1.0 mm）                                | 9.0                                                     | 9.8                                                     | 11.9                                                    | 10.8                                                    | 10.5                                                    | 12.6                                                    | 12.8                                                    | 9.7                                                     | 11.2                                                    | 10.0                                                    | 8.0                                                     | 8.4                                                     | 124.9                                                   |
| 平均月間日照時間                                        | 119.3                                                   | 116.8                                                   | 149.7                                                   | 177.5                                                   | 181.9                                                   | 126.4                                                   | 143.2                                                   | 191.1                                                   | 146.0                                                   | 150.4                                                   | 137.6                                                   | 129.5                                                   | 1,777.8                                                 |
| 出典1：Japan Meteorological Agency                      |                                                         |                                                         |                                                         |                                                         |                                                         |                                                         |                                                         |                                                         |                                                         |                                                         |                                                         |                                                         |                                                         |
| 出典2：気象庁                                           |                                                         |                                                         |                                                         |                                                         |                                                         |                                                         |                                                         |                                                         |                                                         |                                                         |                                                         |                                                         |                                                         |

| 土山（甲賀市土山町北土山、標高248 m、1991年〜2020年）の気候 | 土山（甲賀市土山町北土山、標高248 m、1991年〜2020年）の気候 | 土山（甲賀市土山町北土山、標高248 m、1991年〜2020年）の気候 | 土山（甲賀市土山町北土山、標高248 m、1991年〜2020年）の気候 | 土山（甲賀市土山町北土山、標高248 m、1991年〜2020年）の気候 | 土山（甲賀市土山町北土山、標高248 m、1991年〜2020年）の気候 | 土山（甲賀市土山町北土山、標高248 m、1991年〜2020年）の気候 | 土山（甲賀市土山町北土山、標高248 m、1991年〜2020年）の気候 | 土山（甲賀市土山町北土山、標高248 m、1991年〜2020年）の気候 | 土山（甲賀市土山町北土山、標高248 m、1991年〜2020年）の気候 | 土山（甲賀市土山町北土山、標高248 m、1991年〜2020年）の気候 | 土山（甲賀市土山町北土山、標高248 m、1991年〜2020年）の気候 | 土山（甲賀市土山町北土山、標高248 m、1991年〜2020年）の気候 | 土山（甲賀市土山町北土山、標高248 m、1991年〜2020年）の気候 |
| 月                                                          | 1月                                                         | 2月                                                         | 3月                                                         | 4月                                                         | 5月                                                         | 6月                                                         | 7月                                                         | 8月                                                         | 9月                                                         | 10月                                                        | 11月                                                        | 12月                                                        | 年                                                          |
| ----------------------------------------------------------- | ----------------------------------------------------------- | ----------------------------------------------------------- | ----------------------------------------------------------- | ----------------------------------------------------------- | ----------------------------------------------------------- | ----------------------------------------------------------- | ----------------------------------------------------------- | ----------------------------------------------------------- | ----------------------------------------------------------- | ----------------------------------------------------------- | ----------------------------------------------------------- | ----------------------------------------------------------- | ----------------------------------------------------------- |
| 最高気温記録 °C （°F）                                      | 17.1 (62.8)                                                 | 20.0 (68)                                                   | 23.8 (74.8)                                                 | 29.1 (84.4)                                                 | 32.8 (91)                                                   | 36.2 (97.2)                                                 | 37.2 (99)                                                   | 37.0 (98.6)                                                 | 36.0 (96.8)                                                 | 30.7 (87.3)                                                 | 25.2 (77.4)                                                 | 20.7 (69.3)                                                 | 37.2 (99)                                                   |
| 平均最高気温 °C （°F）                                      | 6.6 (43.9)                                                  | 7.5 (45.5)                                                  | 11.5 (52.7)                                                 | 17.2 (63)                                                   | 21.9 (71.4)                                                 | 25.1 (77.2)                                                 | 29.2 (84.6)                                                 | 30.5 (86.9)                                                 | 26.4 (79.5)                                                 | 20.8 (69.4)                                                 | 15.2 (59.4)                                                 | 9.4 (48.9)                                                  | 18.5 (65.3)                                                 |
| 日平均気温 °C （°F）                                        | 2.2 (36)                                                    | 2.7 (36.9)                                                  | 6.0 (42.8)                                                  | 11.4 (52.5)                                                 | 16.4 (61.5)                                                 | 20.4 (68.7)                                                 | 24.5 (76.1)                                                 | 25.5 (77.9)                                                 | 21.7 (71.1)                                                 | 15.8 (60.4)                                                 | 9.8 (49.6)                                                  | 4.6 (40.3)                                                  | 13.4 (56.1)                                                 |
| 平均最低気温 °C （°F）                                      | −1.6 (29.1)                                                 | −1.5 (29.3)                                                 | 1.0 (33.8)                                                  | 5.8 (42.4)                                                  | 11.4 (52.5)                                                 | 16.4 (61.5)                                                 | 21.0 (69.8)                                                 | 21.8 (71.2)                                                 | 17.9 (64.2)                                                 | 11.3 (52.3)                                                 | 4.9 (40.8)                                                  | 0.4 (32.7)                                                  | 9.1 (48.4)                                                  |
| 最低気温記録 °C （°F）                                      | −10.4 (13.3)                                                | −9.7 (14.5)                                                 | −6.3 (20.7)                                                 | −3.1 (26.4)                                                 | 0.9 (33.6)                                                  | 4.9 (40.8)                                                  | 13.1 (55.6)                                                 | 12.4 (54.3)                                                 | 6.3 (43.3)                                                  | 0.1 (32.2)                                                  | −3.1 (26.4)                                                 | −9.2 (15.4)                                                 | −10.4 (13.3)                                                |
| 降水量 mm （inch）                                          | 65.6 (2.583)                                                | 74.7 (2.941)                                                | 109.1 (4.295)                                               | 112.5 (4.429)                                               | 150.1 (5.909)                                               | 197.0 (7.756)                                               | 207.3 (8.161)                                               | 181.8 (7.157)                                               | 233.2 (9.181)                                               | 156.8 (6.173)                                               | 73.9 (2.909)                                                | 62.6 (2.465)                                                | 1,640.3 (64.579)                                            |
| 平均降水日数 （≥1.0 mm）                                    | 10.7                                                        | 10.7                                                        | 11.8                                                        | 11.0                                                        | 10.8                                                        | 12.8                                                        | 13.2                                                        | 10.6                                                        | 11.7                                                        | 10.2                                                        | 7.9                                                         | 9.7                                                         | 131.1                                                       |
| 平均月間日照時間                                            | 96.1                                                        | 106.1                                                       | 147.8                                                       | 174.9                                                       | 183.4                                                       | 133.2                                                       | 149.8                                                       | 186.3                                                       | 138.0                                                       | 145.5                                                       | 129.2                                                       | 109.1                                                       | 1,710                                                       |
| 出典1：Japan Meteorological Agency                          |                                                             |                                                             |                                                             |                                                             |                                                             |                                                             |                                                             |                                                             |                                                             |                                                             |                                                             |                                                             |                                                             |
| 出典2：気象庁                                               |                                                             |                                                             |                                                             |                                                             |                                                             |                                                             |                                                             |                                                             |                                                             |                                                             |                                                             |                                                             |                                                             |

### 地域

#### 行政区分
合併前の旧町名は、そのまま市内の町名として残り「甲賀市甲賀町○○」「甲賀市信楽町○○」などと称する。ただし、町時代の住所表記にあった「大字」は廃止された。例えば「甲賀郡信楽町大字上朝宮」の場合「甲賀市信楽町上朝宮」となった。

### 人口
現在の甲賀市に当たる地域では21世紀に入ってから人口のピークを迎えた。2005年の国勢調査と2010年の国勢調査との比較では、甲賀市は1.24％減の90,901人であり、増減率は滋賀県下19市町中16位であった。
| |                                        |  |
| 甲賀市と全国の年齢別人口分布（2005年） | 甲賀市の年齢・男女別人口分布（2005年） |  |
| ■紫色 ― 甲賀市 ■緑色 ― 日本全国 | ■青色 ― 男性 ■赤色 ― 女性              |  |
| 甲賀市（に相当する地域）の人口の推移 \| 1970年（昭和45年） \| 67,762人 \| \| \| 1975年（昭和50年） \| 71,025人 \| \| \| 1980年（昭和55年） \| 75,203人 \| \| \| 1985年（昭和60年） \| 79,088人 \| \| \| 1990年（平成2年） \| 82,668人 \| \| \| 1995年（平成7年） \| 90,744人 \| \| \| 2000年（平成12年） \| 92,484人 \| \| \| 2005年（平成17年） \| 93,853人 \| \| \| 2010年（平成22年） \| 92,704人 \| \| \| 2015年（平成27年） \| 90,901人 \| \| \| 2020年（令和2年） \| 88,358人 \| \| |                                        |  |
| 総務省統計局 国勢調査より |                                        |  |
| 1970年（昭和45年） | 67,762人                               |  |
| 1975年（昭和50年） | 71,025人                               |  |
| 1980年（昭和55年） | 75,203人                               |  |
| 1985年（昭和60年） | 79,088人                               |  |
| 1990年（平成2年） | 82,668人                               |  |
| 1995年（平成7年） | 90,744人                               |  |
| 2000年（平成12年） | 92,484人                               |  |
| 2005年（平成17年） | 93,853人                               |  |
| 2010年（平成22年） | 92,704人                               |  |
| 2015年（平成27年） | 90,901人                               |  |
| 2020年（令和2年） | 88,358人                               |  |

### 隣接自治体
滋賀県
- 東近江市
- 湖南市
- 栗東市
- 大津市
- 蒲生郡：日野町
- 蒲生郡：竜王町

三重県
- 四日市市
- 鈴鹿市
- 亀山市
- 伊賀市
- 三重郡：菰野町

京都府
- 綴喜郡：宇治田原町
- 相楽郡：和束町
- 相楽郡：南山城村

## 歴史
合併まで
- 2001年4月1日 - 甲賀郡の7町（水口町・土山町・甲賀町・甲南町・信楽町・甲西町・石部町）が甲賀地域合併研究会を設置。
- 2002年
  - 1月9日 - 水口町・土山町・甲賀町・甲南町・信楽町が任意合併協議会である甲賀地域合併検討協議会を設置。（甲西町、石部町は不参加）
  - 8月1日 - 水口町・甲賀町・甲南町・信楽町が甲賀地域合併協議会（いわゆる法定合併協議会）を設置（土山町は不参加）
- 2003年1月22日 - 土山町が法定協議会に加入。
- 2004年10月1日 - 甲賀市が発足。なお同時に、甲賀地域合併検討協議会に不参加だった甲西町と石部町が合併して湖南市が発足したため、甲賀郡は消滅した。

合併後
- 2008年2月23日 - 市内を貫く新名神高速道路が開通。甲賀土山IC・信楽ICが供用開始。
- 2009年3月20日 - 新名神高速道路甲南ICが供用開始。
- 2013年
  - 4月1日 - 信楽高原鐵道信楽線が上下分離方式に移行し、甲賀市が鉄道施設を所有する第三種鉄道事業者になった。
  - 9月15日 - 台風第18号が来襲し、信楽線の杣川橋梁が流出するなど、甲賀市内各所で甚大な被害が発生した。
- 2014年11月29日 - 前年の台風で全線運休が続いていた信楽線が運行再開。
- 2017年
  - 5月8日 - 市役所水口庁舎の建て替え工事が完了し、新庁舎での業務が開始された。これにより甲南庁舎などに分散していた庁舎機能が集約された。
  - 10月22日 - 甲賀市開票不正事件が発生。関係する職員3名が逮捕される。

## 行政

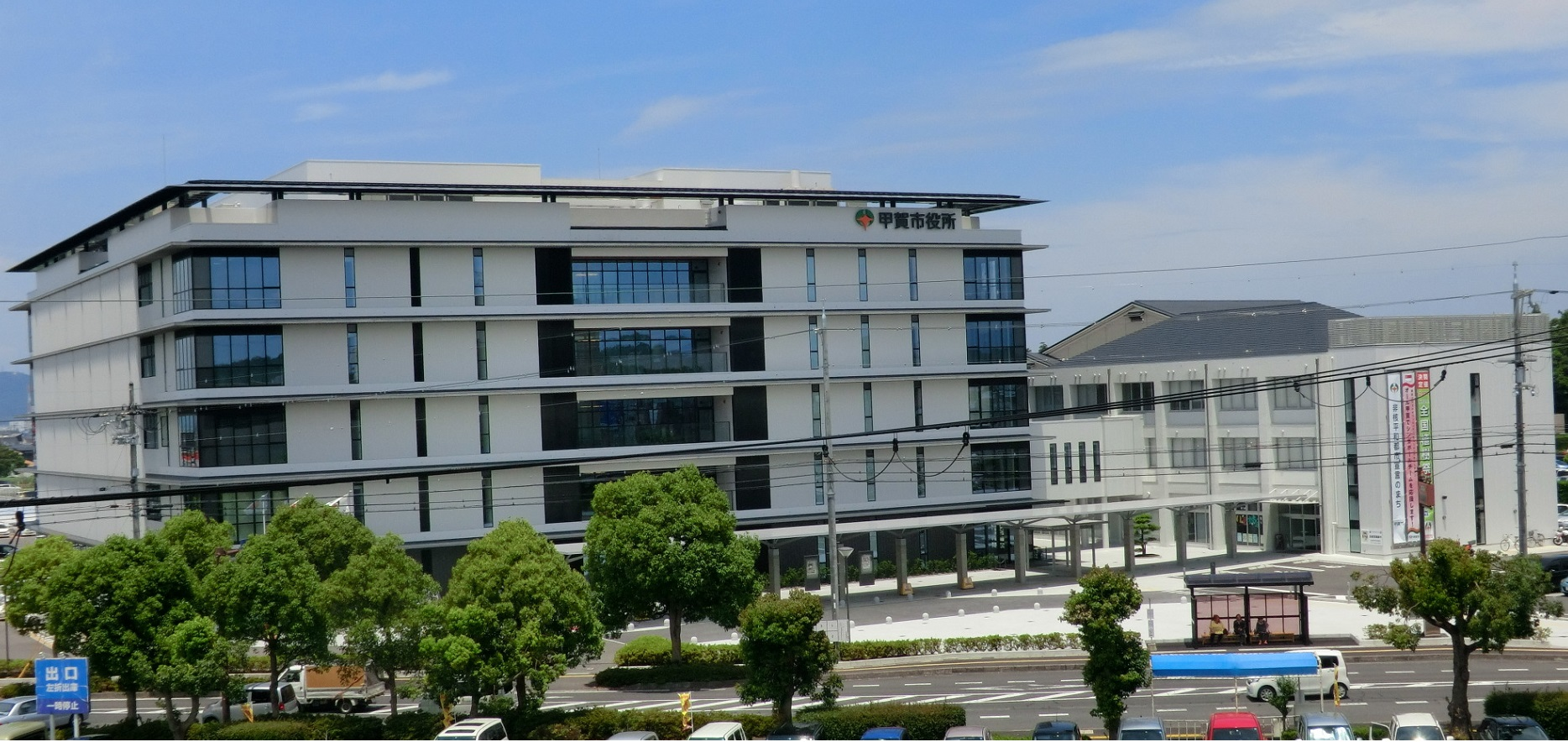
甲賀市役所本館と別館

### 市長
- 市長：岩永裕貴（2016年10月31日就任、3期目）

### 役所
旧水口町役場の位置に建設された新庁舎に加え、旧4町の役場を引き継いだ4つの市民センター（旧支所）が中核業務を行っている。さらに2011年に窓口業務と自治活動支援を担う19箇所の市民センターが設けられた。
水口地域
- 甲賀市役所（旧水口庁舎・旧水口支所）

〒528-8502 甲賀市水口町水口6053番地
- 伴谷地域市民センター

〒528-0064 甲賀市水口町伴中山3737番地1
- 柏木地域市民センター

〒528-0057 甲賀市水口町北脇1615番地1
- 水口地域市民センター

〒528-0032 甲賀市水口町八坂7番4号
- 綾野地域市民センター

〒528-0023 甲賀市水口町本丸1番20号
- 貴生川地域市民センター

〒528-0049 甲賀市水口町貴生川308番地1
- 岩上地域市民センター

〒528-0007 甲賀市水口町新城557番地
甲南地域
- 甲南第一地域市民センター（旧甲南庁舎・甲南支所）

〒520-3393 甲賀市甲南町野田810番地
- 甲南第二地域市民センター

〒520-3314 甲賀市甲南町杉谷71番地
- 甲南第三地域市民センター

〒520-3305 甲賀市甲南町野川818番地
- 甲南中部地域市民センター

〒520-3311 甲賀市甲南町野田810番地（甲南第一地域市民センター内）
- 希望ケ丘地域市民センター

〒520-3333 甲賀市甲南町希望ケ丘1丁目3番地4
土山地域
- 土山地域市民センター（旧土山支所）

〒528-0211 甲賀市土山町北土山1715番地
- 大野地域市民センター

〒528-0235 甲賀市土山町大野2154番地
- 山内地域市民センター

〒528-0208 甲賀市土山町黒川1970番地
- 鮎河地域市民センター

〒528-0202 甲賀市土山町鮎河1950番地
甲賀地域
- 甲賀大原地域市民センター（旧甲賀支所）

〒520-3435 甲賀市甲賀町相模173番地1
- 油日地域市民センター

〒520-3421 甲賀市甲賀町上野2416番地
- 佐山地域市民センター

〒520-3402 甲賀市甲賀町小佐治2967番地
信楽地域
- 信楽地域市民センター（旧信楽支所）

〒529-1851 甲賀市信楽町長野1203番地
- 雲井地域市民センター

〒529-1803 甲賀市信楽町牧72番地3
- 小原地域市民センター

〒529-1836 甲賀市信楽町柞原793番地
- 朝宮地域市民センター

〒529-1841 甲賀市信楽町上朝宮467番地
- 多羅尾地域市民センター

〒529-1821 甲賀市信楽町多羅尾2067番地

### 広域行政
- 甲賀広域行政組合 - 甲賀市と湖南市で構成。消防事務のほか屎尿の収集・運搬・処理などを行っている。

### 議会
市議会

### 姉妹都市・提携都市

#### 国内
提携都市
- 伊賀市（三重県）
- 亀山市（三重県）
  - 県境を挟んで隣り合う3市の頭文字を取った「いこか」連携として観光誘客・交流促進に向けた事業を行っている。
- 佐久市（長野県）
  - 2004年10月1日 - ゆかりのまち提携（旧甲南町と1990年12月6日友好親善都市提携）

#### 国外
姉妹都市
- トラバースシティ市（アメリカ合衆国 ミシガン州）
  - 2005年11月19日 - 姉妹都市提携（旧土山町と1970年5月20日姉妹都市提携）
- マーシャル市（アメリカ合衆国 ミシガン州）
  - 2005年11月19日 - 姉妹都市提携（旧甲賀町と1984年8月20日姉妹都市提携）
- デウィット市（アメリカ合衆国 ミシガン州）
  - 2005年11月19日 - デウィットチャータータウンシップと共に姉妹都市提携（旧甲南町と1994年4月28日姉妹都市提携）
- 利川市（大韓民国 京畿道）
  - 2005年11月19日 - 姉妹都市提携（旧信楽町と1999年10月23日姉妹都市提携）

## 施設

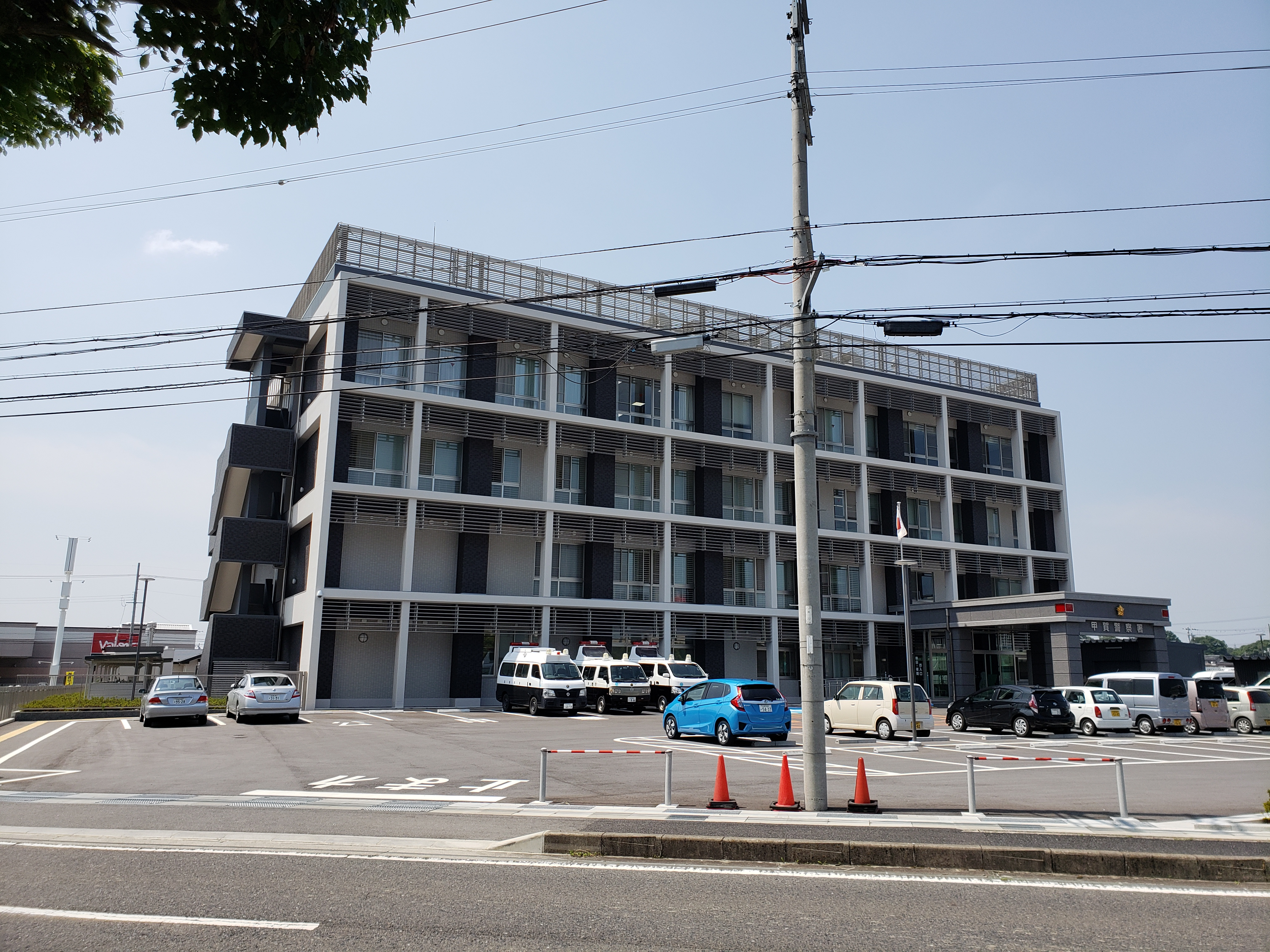
甲賀警察署

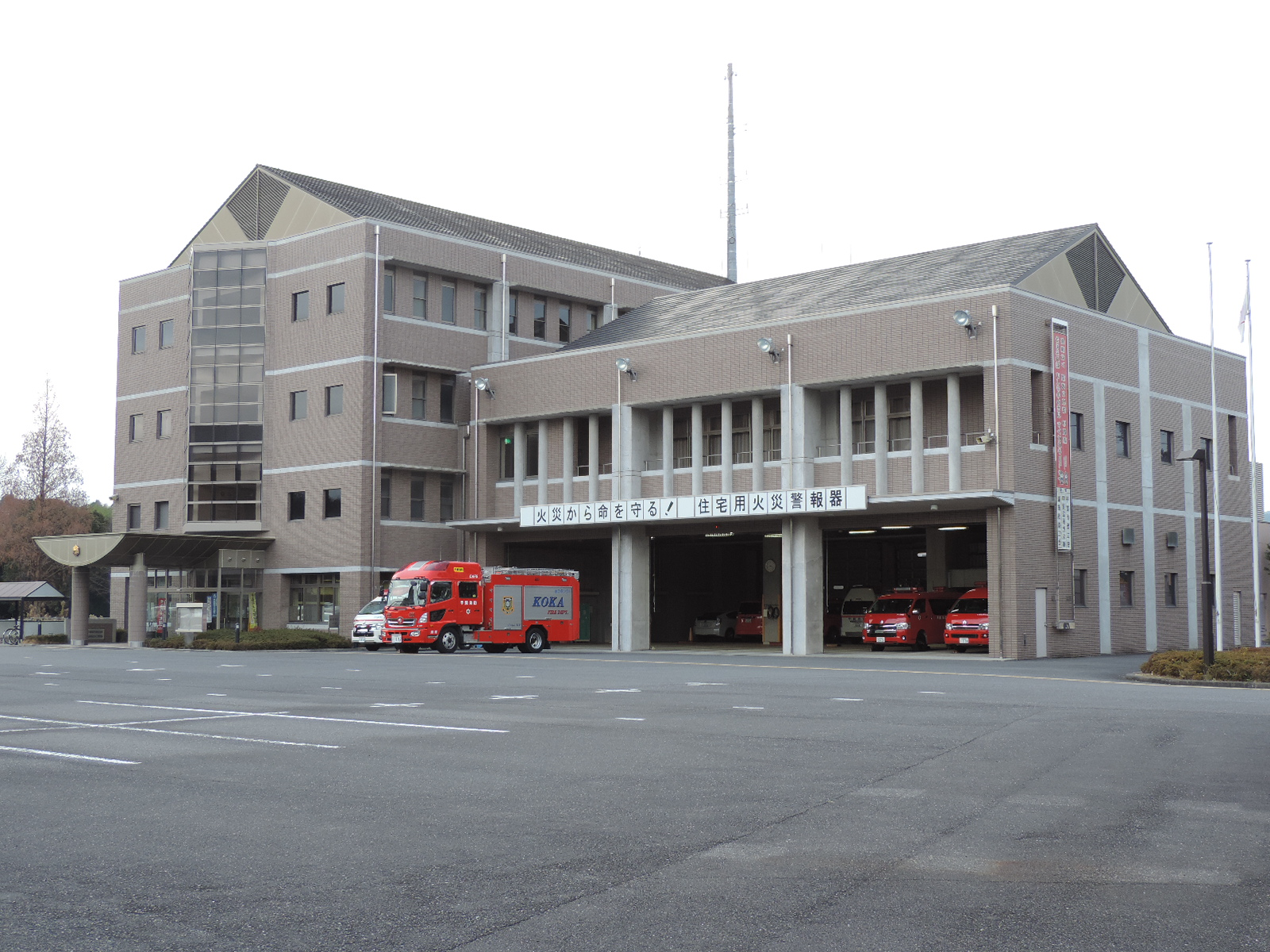
水口消防署

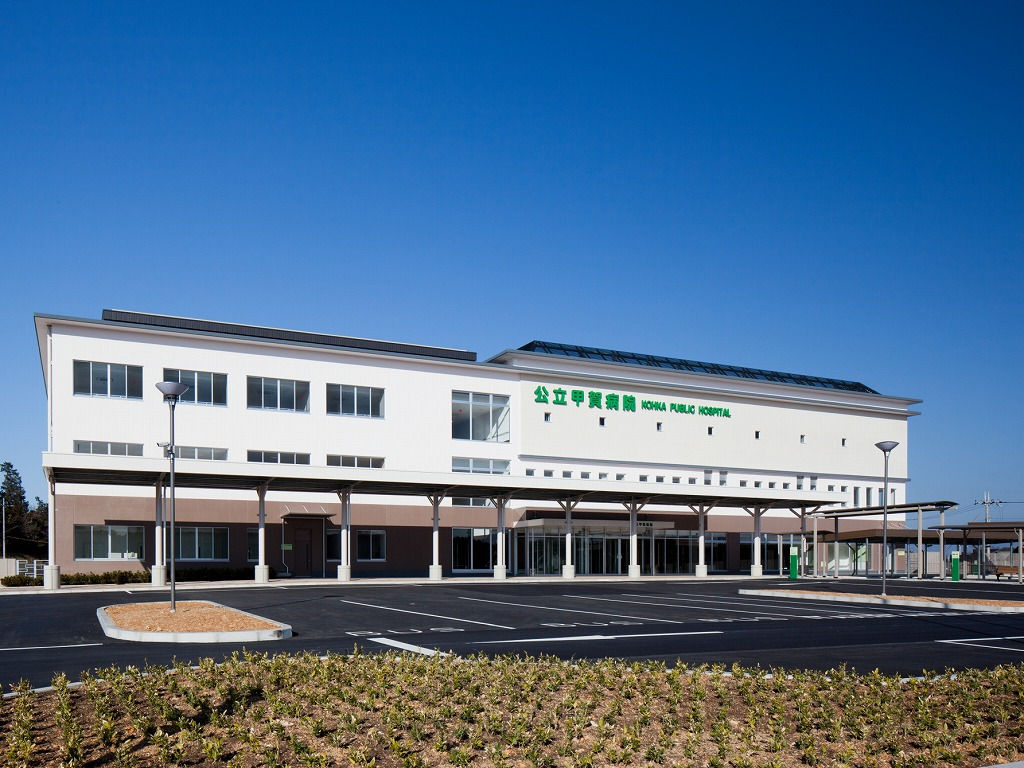
公立甲賀病院

### 国家機関
法務省
- 大津地方法務局甲賀支局

検察庁
- 甲賀区検察庁

裁判所
- 甲賀簡易裁判所

### 警察
本部
- 滋賀県警察 甲賀警察署

### 消防
本部
- 甲賀広域行政組合 消防本部

消防署
- 水口消防署
  - 土山分署
- 甲南消防署
  - 甲賀分署
- 信楽消防署

### 医療
主な病院
- 水口医療介護センター（旧 水口市民病院）
- 公立甲賀病院
- 国立病院機構紫香楽病院

### 交流施設
- 甲賀広域行政組合衛生センター
- あいこうか市民ホール
- 碧水ホール
- あいの土山文化ホール

### 社会教育
- 甲賀市図書館
  - 水口図書館
  - 土山図書館

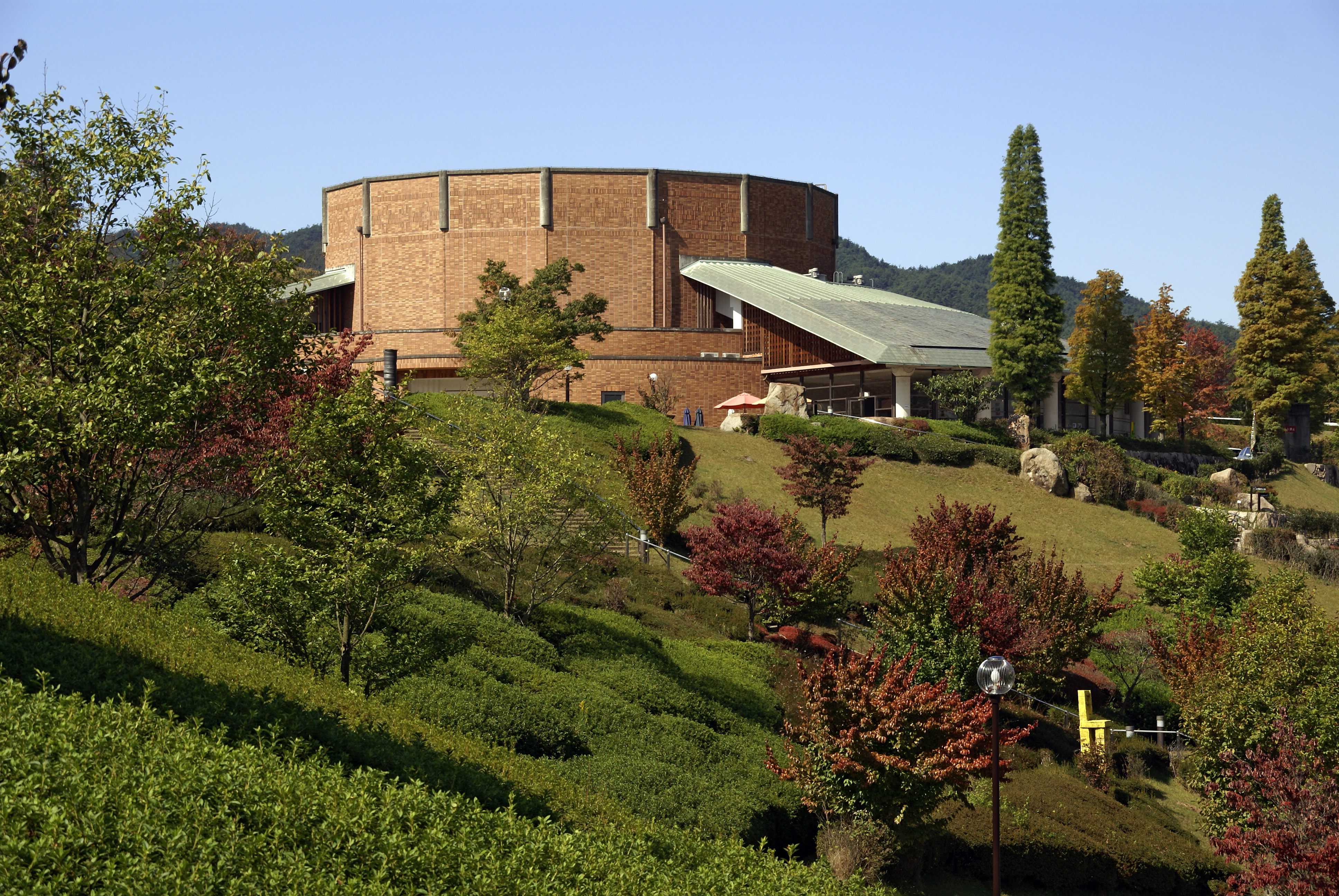
滋賀県立陶芸の森

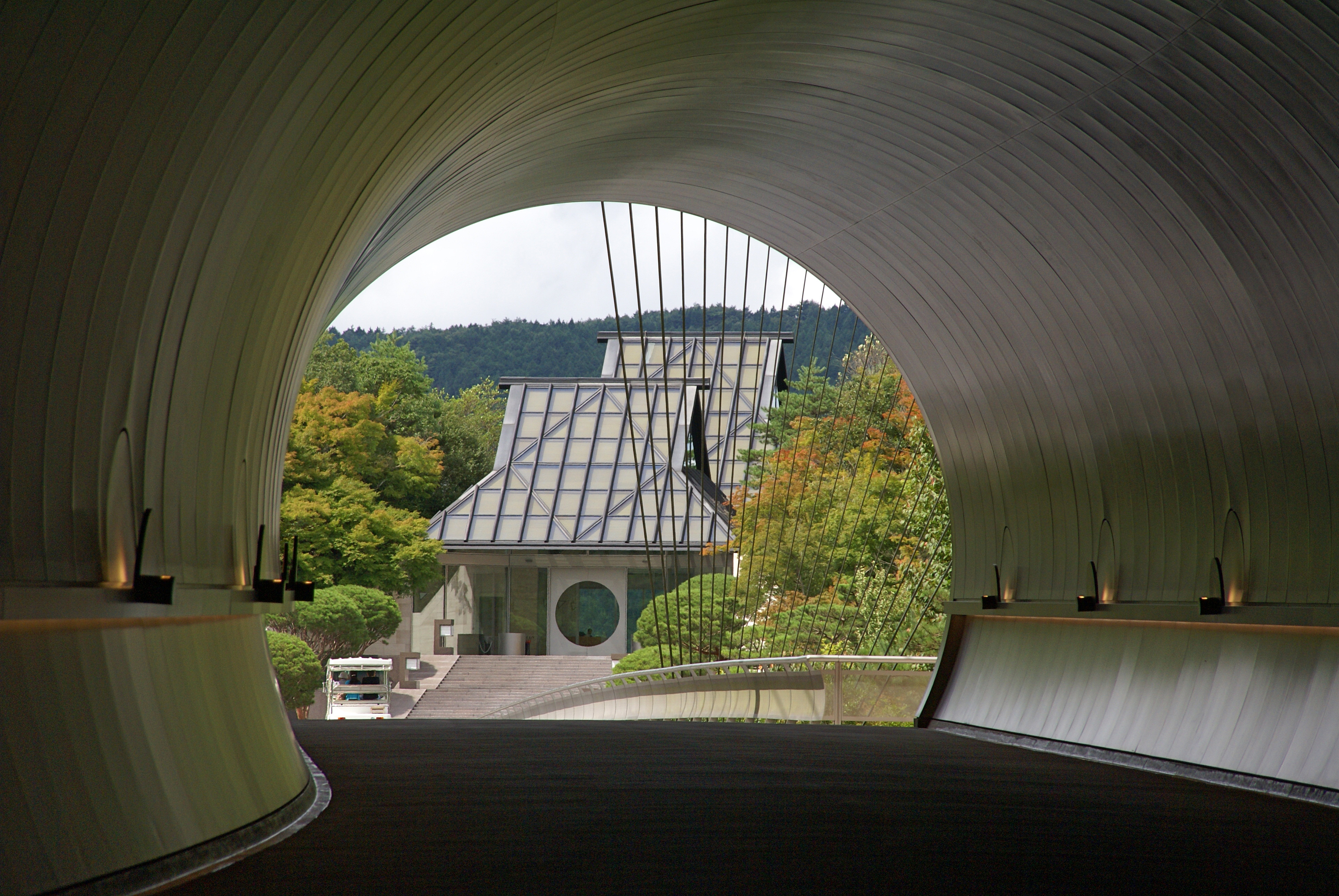
MIHO MUSEUM

  - 甲南図書交流館 - 収蔵している水口藩の加藤家文書は、2012年に滋賀県の文化財に指定された。
  - 信楽図書館
- 水口城資料館（水口城内）
- 水口歴史民俗資料館
- みなくちこどもの森
- 東海道伝馬館
- 甲賀の里忍術村
- 甲賀流忍術屋敷
- 滋賀県立陶芸の森
- MIHO MUSEUM

### その他の施設
- 滋賀県甲賀合同庁舎
- 甲賀広域行政組合 - 同じ旧甲賀郡である湖南市と共同で、消防やごみとし尿の収集・運搬・処理などを行っている。
- 公立甲賀病院組合 - 2次医療圏を共にする湖南市と共に、公立甲賀病院を運営している。

## 経済

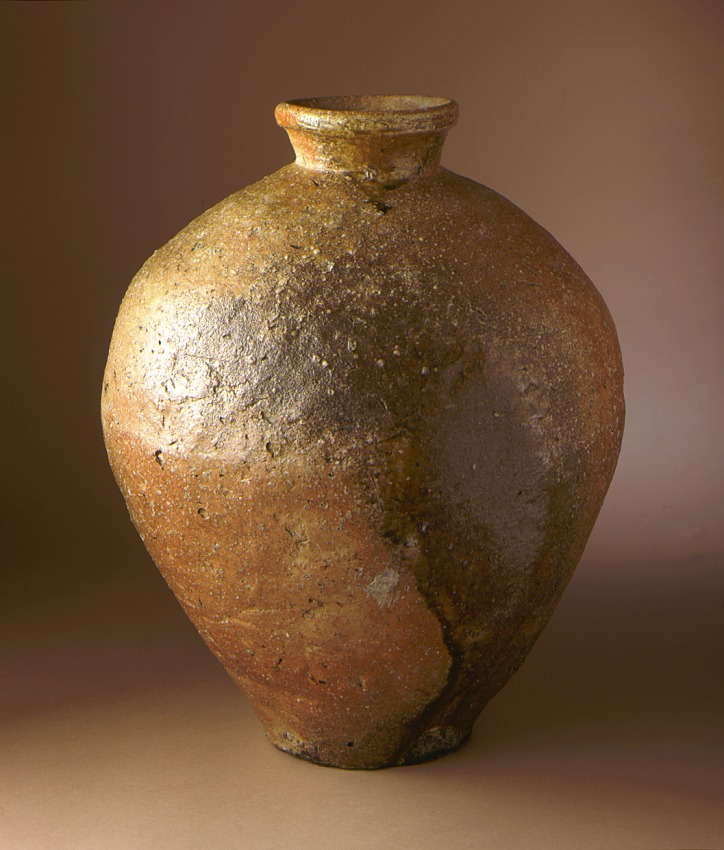
信楽焼の壺

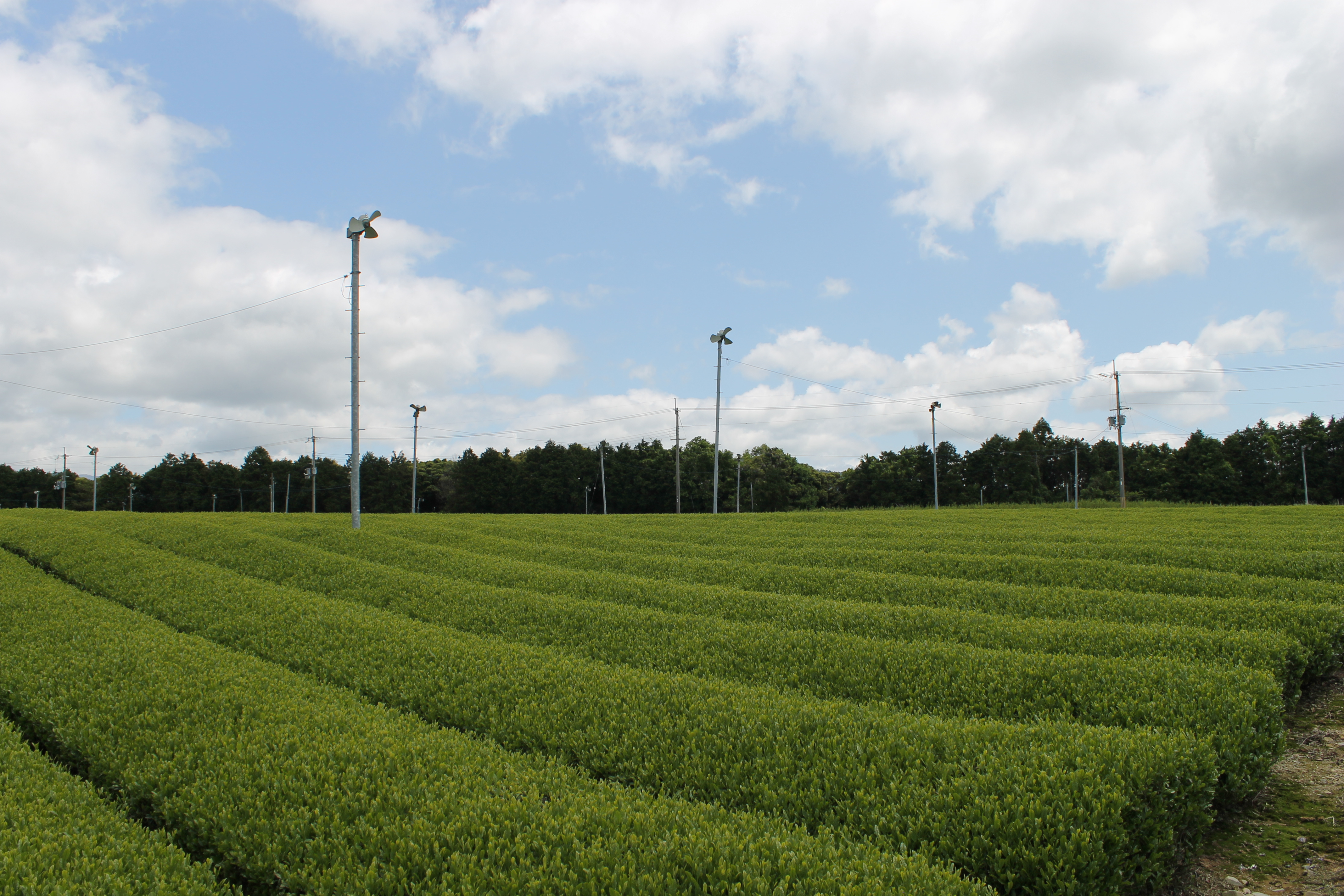
土山茶の茶畑

甲賀市は窯業の信楽焼の産地として知られ、信楽焼は、日本六古窯の1つに数えられている。
また、医薬品製造業に関わる企業の立地が目立ち、地場製薬企業の組合である滋賀県製薬工業協同組合加盟17社のうち半数以上の9社が甲賀市に所在するだけでなく、大手製薬企業の製造工場・研究所も複数存在している。これは甲賀忍者が薬品の知識や調合に長けていたことの名残ではないかと言われている。なお、甲賀市甲賀町には塩野義製薬が薬草などを栽培している油日植物園もある。さらに、特に日本茶に関しては土山茶と朝宮茶と、同じ市内で2つの有力なブランドを擁する。

### 第一次産業

#### 農業
- 薬草
- 茶（土山茶）

農業協同組合
- 甲賀農業協同組合（JAこうか）

### 第二次産業

#### 工業
主な工業団地
- 甲賀工業団地
- 甲賀西工業団地
- 近江水口テクノパーク
- 近江水口第2テクノパーク
- さつきが丘工業団地
- 松尾工業団地
- 宇川中小企業団地
- 八田サテライトパーク
- 甲南フロンティアパーク
- 新名神甲賀工業団地

### 第三次産業

#### 商業
主な商業施設
- 平和堂
  - アル・プラザ水口
- アヤハプラザ水口
- 西友水口店
- フレンドタウンコウカ
- ジョイショッピングセンター

### 金融機関
銀行
- 滋賀銀行
- 関西みらい銀行
- 京都銀行

協同組織金融機関
- 湖東信用金庫
- 滋賀県信用組合

日本郵政
- ゆうちょ銀行（郵便局）

### 拠点を置く企業
- 積水化学工業 滋賀水口工場
- TOTO 滋賀第二工場
- タカラスタンダード 滋賀工場
- トヨタ紡織滋賀
- ピー・エス・コンクリート 滋賀工場
- ペガサスミシン 滋賀工場
- キョーリン製薬グループ工場
- 住友電工プリントサーキット

## 教育・研究機関

### 大学
国立
- 京都大学生存圏研究所 信楽MU観測所（信楽町神山）

### 専修学校
- ルネス紅葉スポーツ柔整専門学校（甲賀町鳥居野）　※旧：甲賀健康医療専門学校
- 甲賀看護専門学校（水口町北内貴）
- 水口女子専門学校（水口町新町）

### 中等教育学校
- MIHO美学院中等教育学校（信楽町畑）

### 高等学校
県立
- 滋賀県立水口東高等学校（水口町古城が丘、中高併設）
- 滋賀県立水口高等学校（水口町梅が丘）
- 滋賀県立甲南高等学校（甲南町寺庄）
- 滋賀県立信楽高等学校（信楽町長野）

### 中学校
県立
- 滋賀県立水口東中学校（水口町古城が丘、中高併設）

市立
- 甲賀市立水口中学校（水口町水口）
- 甲賀市立城山中学校（水口町水口）
- 甲賀市立土山中学校（土山町北土山）
- 甲賀市立甲賀中学校（甲賀町相模）
- 甲賀市立甲南中学校（甲南町寺庄）
- 甲賀市立信楽中学校（信楽町江田）

### 小学校
市立
- 甲賀市立伴谷小学校（水口町伴中山）
- 甲賀市立伴谷東小学校（水口町山）
- 甲賀市立柏木小学校（水口町北脇）
- 甲賀市立水口小学校（水口町本町）
- 甲賀市立綾野小学校（水口町綾野）
- 甲賀市立貴生川小学校（水口町三大寺）
- 甲賀市立大野小学校（土山町大野）
- 甲賀市立土山小学校（土山町北土山）
- 甲賀市立大原小学校（甲賀町大久保）
- 甲賀市立油日小学校（甲賀町上野）
- 甲賀市立佐山小学校（甲賀町小佐治）
- 甲賀市立甲南第一小学校（甲南町深川）
- 甲賀市立甲南第二小学校（甲南町杉谷）
- 甲賀市立甲南第三小学校（甲南町野川）
- 甲賀市立甲南中部小学校（甲南町竜法師）
- 甲賀市立希望ケ丘小学校（甲南町希望ケ丘）
- 甲賀市立信楽小学校（信楽町江田）
- 甲賀市立雲井小学校（信楽町牧）
- 甲賀市立小原小学校（信楽町柞原）
- 甲賀市立朝宮小学校（信楽町下朝宮）
- 甲賀市立多羅尾小学校（信楽町多羅尾）

## 交通

### 鉄道
中心となる駅：水口城南駅
西日本旅客鉄道（JR西日本）

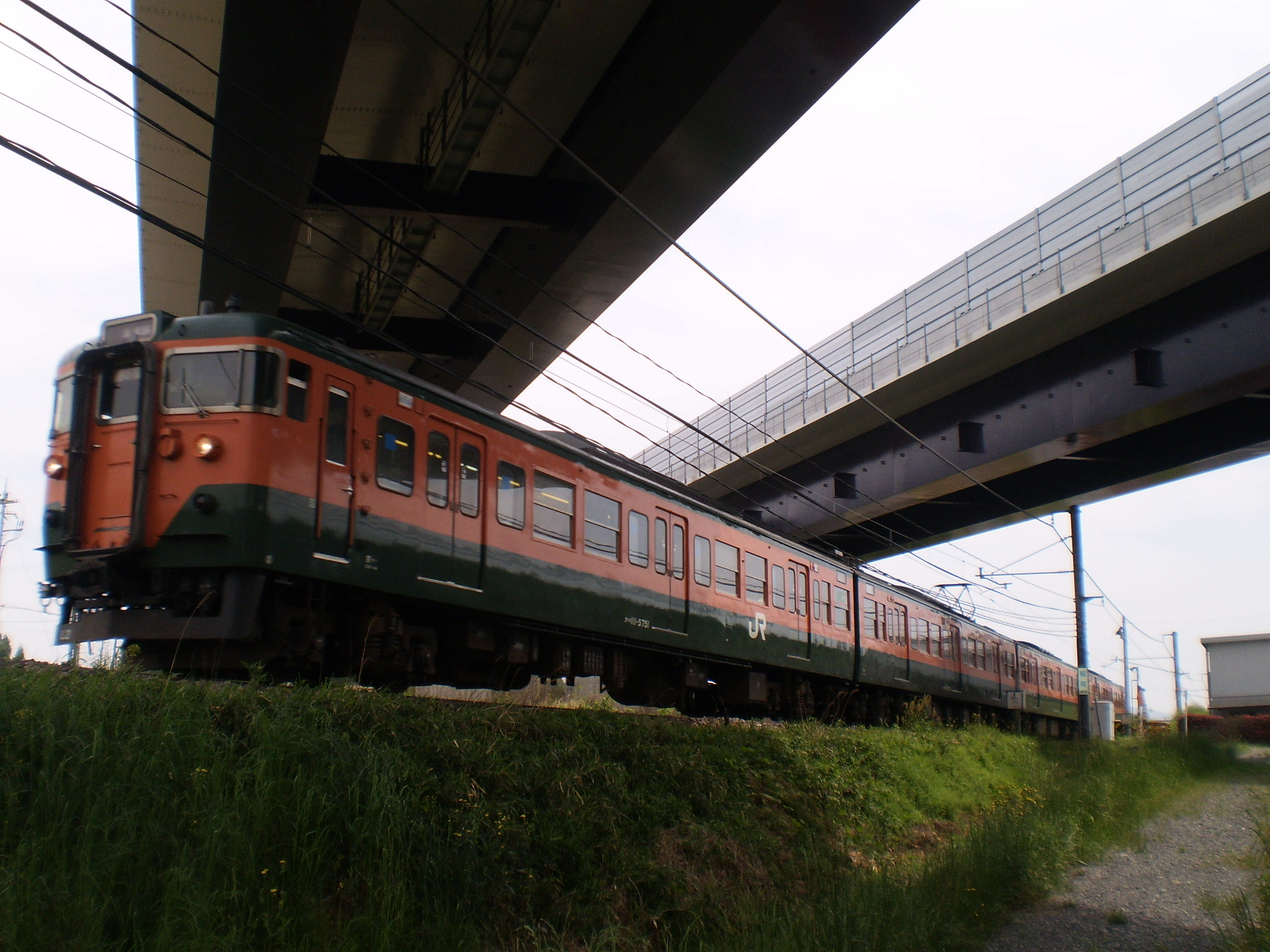
市内を東西に走るJR草津線

- 草津線：油日駅 - 甲賀駅 - 寺庄駅 - 甲南駅 - 貴生川駅

近江鉄道
- 本線：水口松尾駅 - 水口駅 - 水口石橋駅 - 水口城南駅 - 貴生川駅

信楽高原鐵道
- 信楽線：貴生川駅 - 紫香楽宮跡駅 - 雲井駅 - 勅旨駅 - 玉桂寺前駅 - 信楽駅（全線市内）

なお、信楽高原鐵道は甲賀市が第三種鉄道事業者として鉄道施設を保有・管理し、信楽高原鐵道株式会社（第二種鉄道事業者）が運行を行う公有民営方式（上下分離方式）を採用している。

### バス

#### 路線バス
- 帝産湖南交通

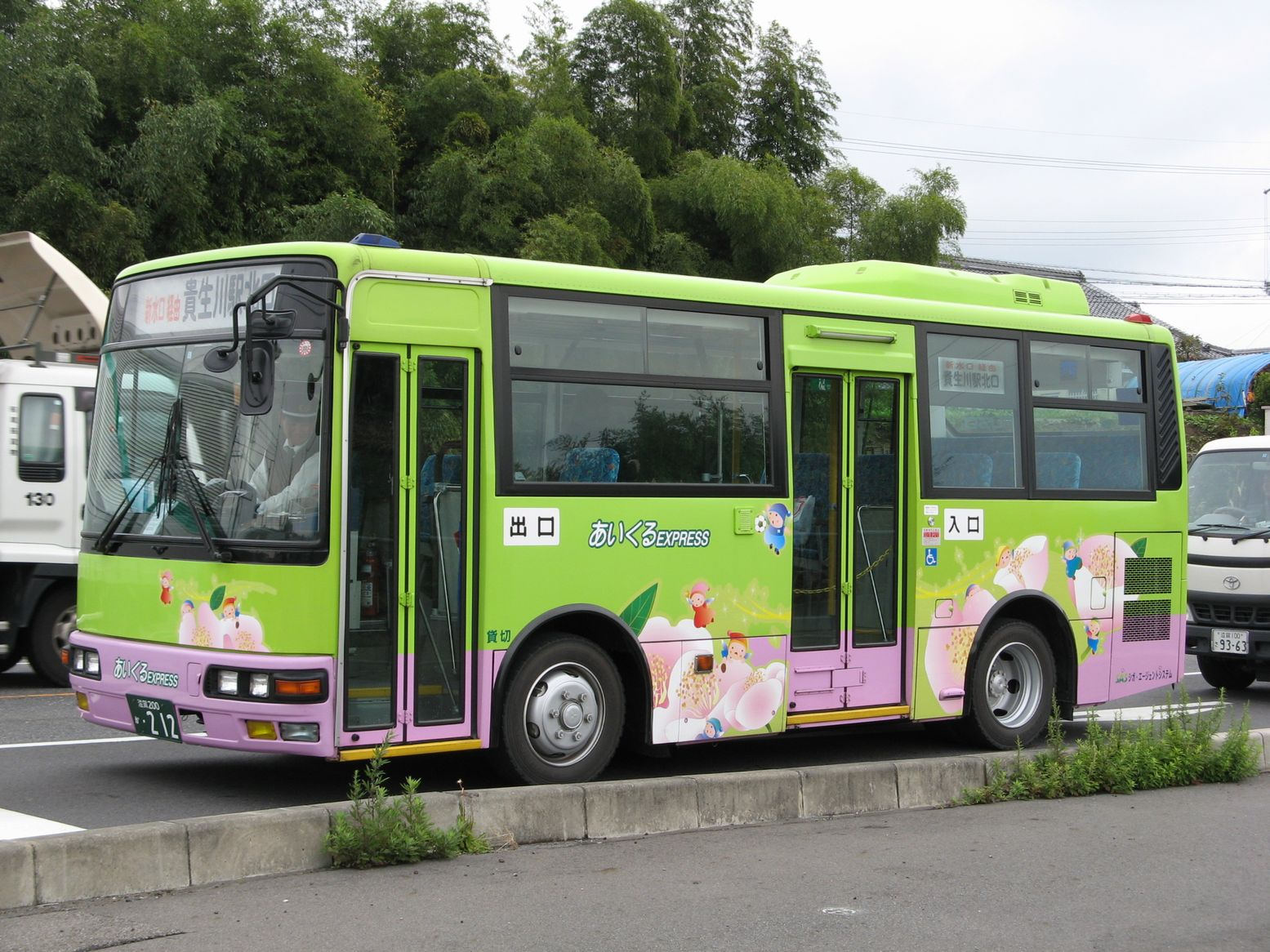
甲賀市コミュニティバス（あいくるバス）

  - 石山駅（大津市）とミホミュージアムを結ぶ路線のみ運行。以前は信楽駅方面へ向かう路線（末期は田上車庫 - 信楽駅、ミホミュージアム → 信楽駅の2路線）の運行もあったが、2024年4月1日のダイヤ改正ですべて廃止となった[12]。
- 甲賀市コミュニティバス
  - 市内各地を結ぶコミュニティバス。京阪石山寺（大津市）に乗り入れる便や南草津駅（草津市）に乗り入れる路線も混在するが、市外区間へ乗り入れるバスはごく少数しか設定されていない。なお、一部の地域はデマンドタクシーの「コミタク」を運行する。
  - 甲賀市[13]では、利用者の利便性向上と、感染症対策を目的として、デジタルチケットアプリ「RYDE PASS」が導入され、甲賀市コミュニティバス フリー乗車券[14]（中学生以上：500 円 小学生以下：250 円身体・知的・精神障がい者の方（中学生以上）：250 円身体・知的・精神障がい者の方（小学生以下）：130 円）を販売している。

#### 都市間バス
高速バス

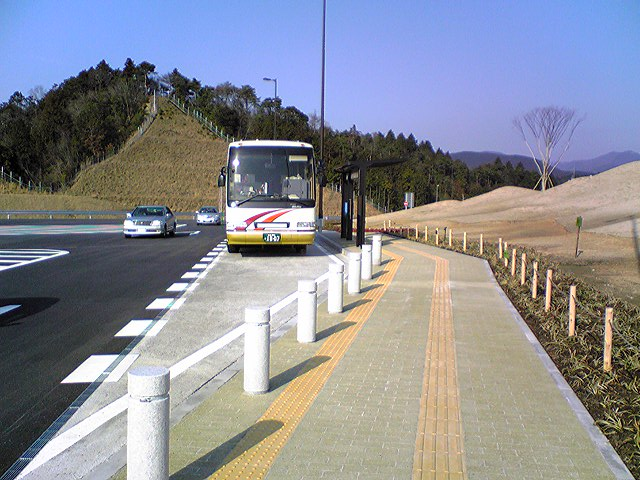
土山バスストップ
（下り線京都方面乗り場）

土山SAに設けられた土山バスストップにより、津・四日市・伊勢・京都（京都 - 四日市・津・伊勢線参照）（以上2008年3月20日）、名古屋・神戸・三宮（以上2008年4月22日-）への路線に乗車可能になった。ただし、その後停車本数が減少となり、2025年3月15日以降は京都方面との1往復のみ乗車可能となる（ただし土休日のみ原則運行）。
- 土山バスストップ
  - 津行き（三重交通）※2025年3月15日より乗車取り扱い終了
  - 四日市行き（三重交通・京阪バス）※2025年3月15日より通過
  - 京都行き（三重交通・京阪バス）

### 道路

#### 高速道路
高速自動車国道

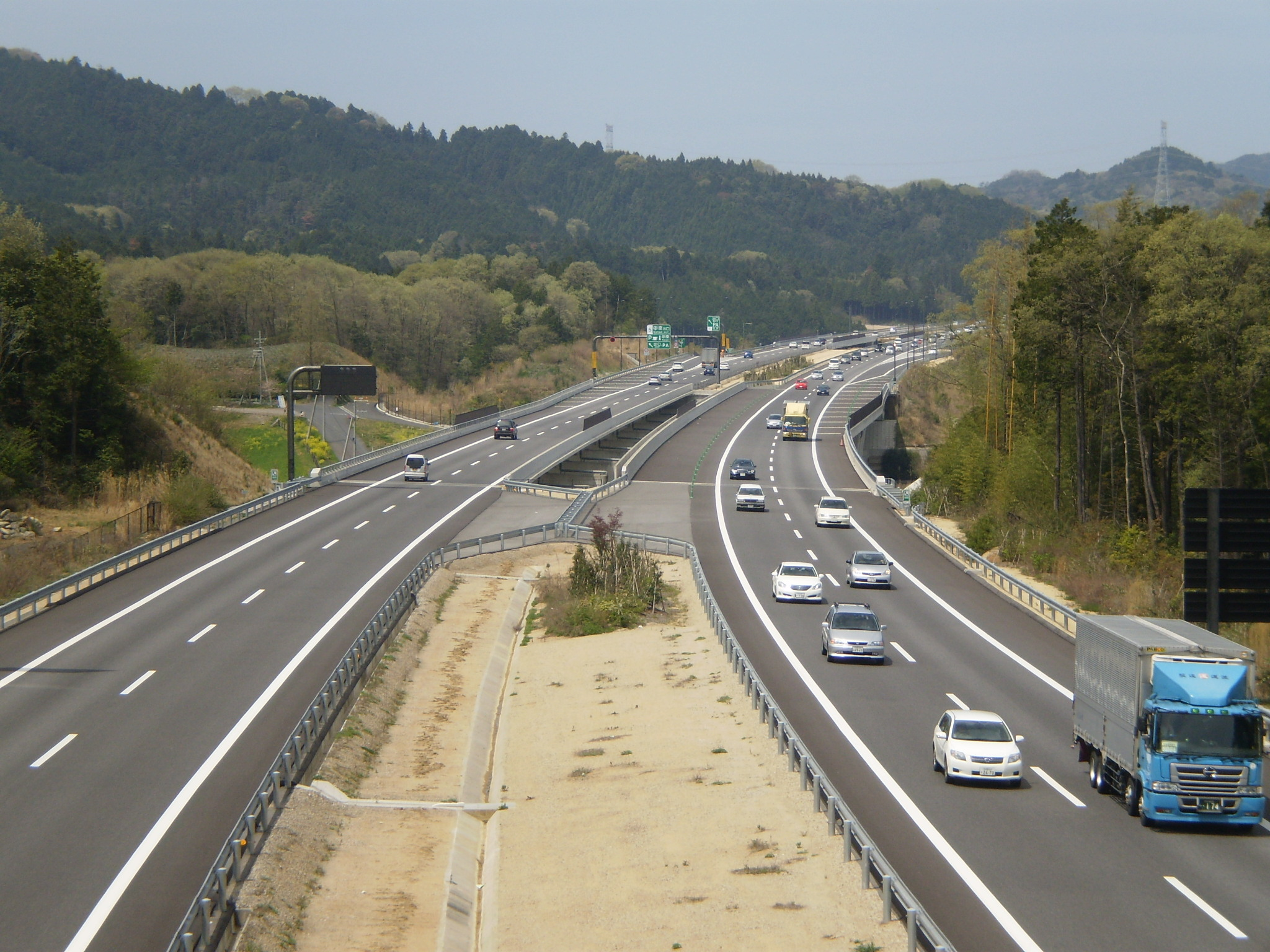
新名神高速道路
（竜法師跨道橋より大阪方面を望む）

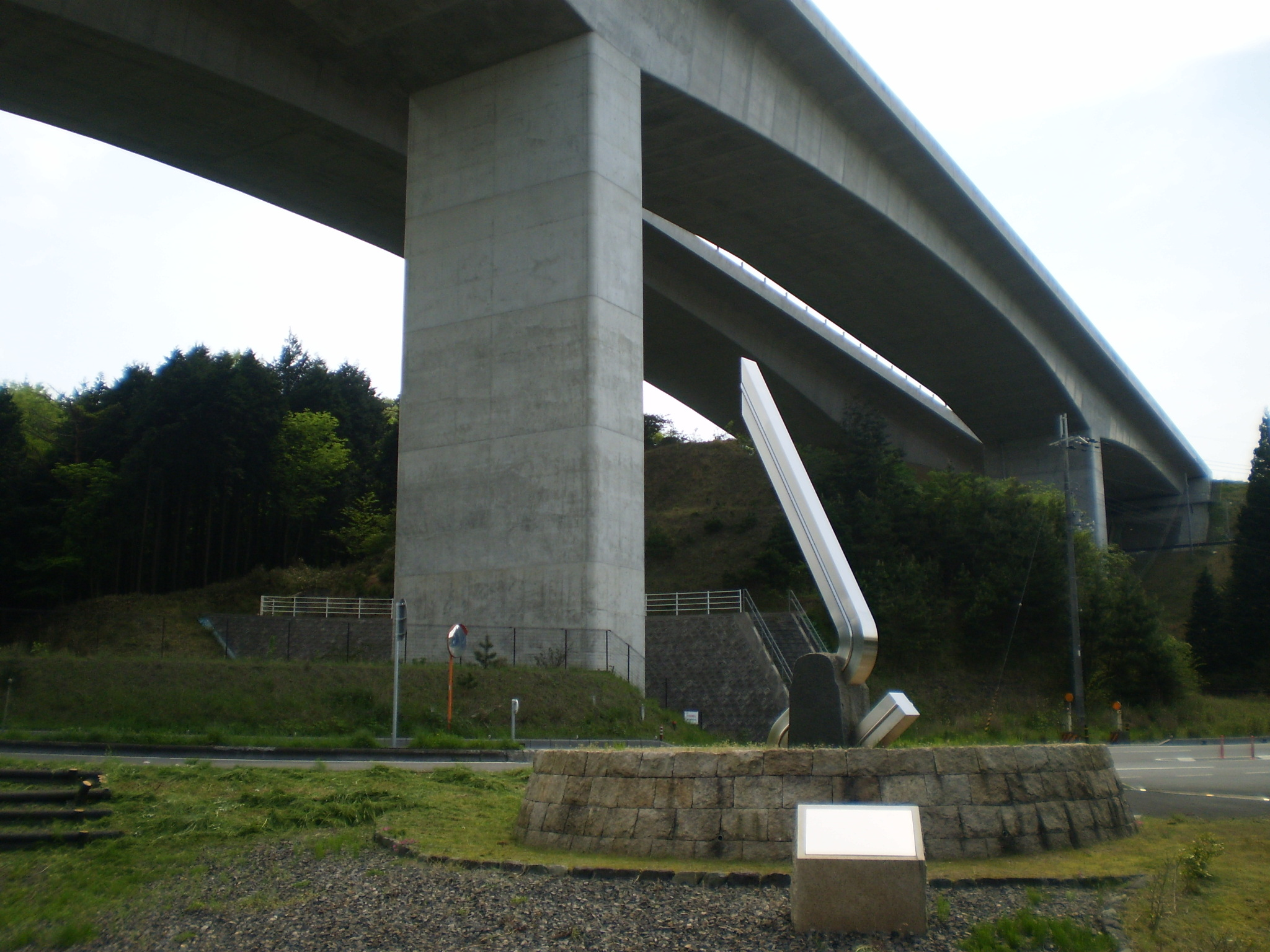
「第二名神 滋賀県起工の地」記念碑
（甲賀市土山町山中 土山橋北側）

甲賀市の市域を従前から東西に貫いていた国道1号が幹線道路であったものの、2008年2月23日に新名神高速道路が開通し、名古屋・東京方面への自動車交通の利便性が格段に向上した。また京阪神地域から市域へのアクセス性も向上した。1995年12月18日に新名神高速道路が滋賀県内で初めて着工されたのを記念して、旧土山町によって「第二名神 滋賀県起工の地」記念碑が土山橋付近に建立された。
- 新名神高速道路（2008年2月23日開通）
  - 信楽IC
  - 甲南IC / PA（ICは2009年3月20日開通）
  - 甲賀土山IC
  - 土山SA

地域高規格道路
- 甲賀湖南道路（国道1号バイパス）
  - 水口道路
  - 栗東水口道路（建設中、一部開通）
- 名神名阪連絡道路（調査中）

#### 国道
- 国道1号
  - 鈴鹿峠バイパス
- 国道307号
  - 日野水口グリーンバイパス
  - 信楽道路（建設中）
  - 長野バイパス（計画中）
  - 裏白バイパス（2004年12月4日開通）
- 国道422号
- 国道477号
  - 鈴鹿スカイライン

#### 県道
主要地方道
- 滋賀県道・三重県道4号草津伊賀線
- 京都府道・滋賀県道5号木津信楽線
- 滋賀県道9号大河原北土山線
- 滋賀県道12号栗東信楽線
- 滋賀県道16号大津信楽線
- 滋賀県道24号甲賀土山線
- 滋賀県道41号土山蒲生近江八幡線
- 滋賀県道・三重県道49号甲南阿山伊賀線
- 三重県道・滋賀県道50号伊賀信楽線
- 滋賀県道53号牧甲西線

一般県道
| - 滋賀県道121号貴生川北脇線 - 滋賀県道122号貴生川停車場線 - 滋賀県道123号水口甲南線 - 滋賀県道124号甲南停車場線 - 滋賀県道126号相模水口線 - 滋賀県道127号小佐治甲南線 - 滋賀県道128号杉谷嶬峨線 - 滋賀県道129号南土山甲賀線 - 滋賀県道130号岩室神線 - 滋賀県道131号神上野線 - 滋賀県道・三重県道132号甲南阿山線 - 三重県道・滋賀県道133号伊賀甲南線 - 滋賀県道134号上馬杉野尻線 - 滋賀県道135号上馬杉上野線 - 滋賀県道136号雲井停車場線 - 滋賀県道137号信楽停車場線 - 滋賀県道・三重県道138号信楽上野線 - 滋賀県道164号水口竜王線 - 滋賀県道165号春日竜王線 - 滋賀県道178号泉日野線 | - 滋賀県道179号山松尾線 - 滋賀県道180号増田水口線 - 滋賀県道182号西明寺水口線 - 滋賀県道183号日野徳原線 - 滋賀県道187号黒川山中線 - 滋賀県道334号多羅尾神山線 - 滋賀県道337号柑子塩野線 - 滋賀県道340号甲賀土山インター線 - 滋賀県道341号信楽インター線 - 滋賀県道343号甲南インター線 - 滋賀県道507号鮎河猪鼻線 - 滋賀県道522号田代上朝宮線 - 滋賀県道535号泉水口線 - 滋賀県道537号山名坂線 - 滋賀県道538号和野嶬峨線 - 滋賀県道539号岩室北土山線 - 滋賀県道540号下駒月水口線 - 滋賀県道549号大野名坂線 - 滋賀県道・三重県道775号甲賀阿山線 |

### 道の駅
- 道の駅あいの土山

## 名所・旧跡・観光スポット
観光協会

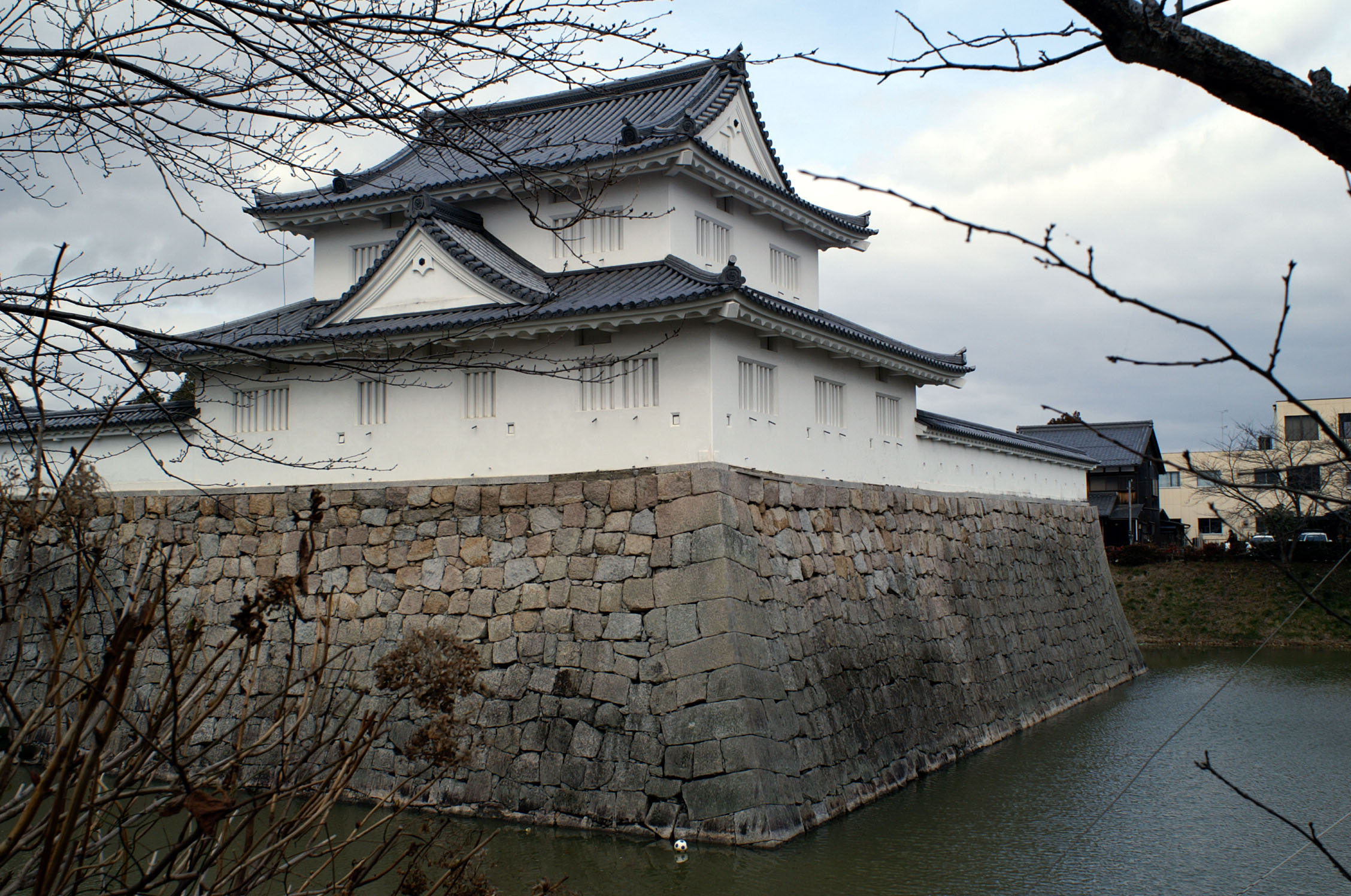
水口城

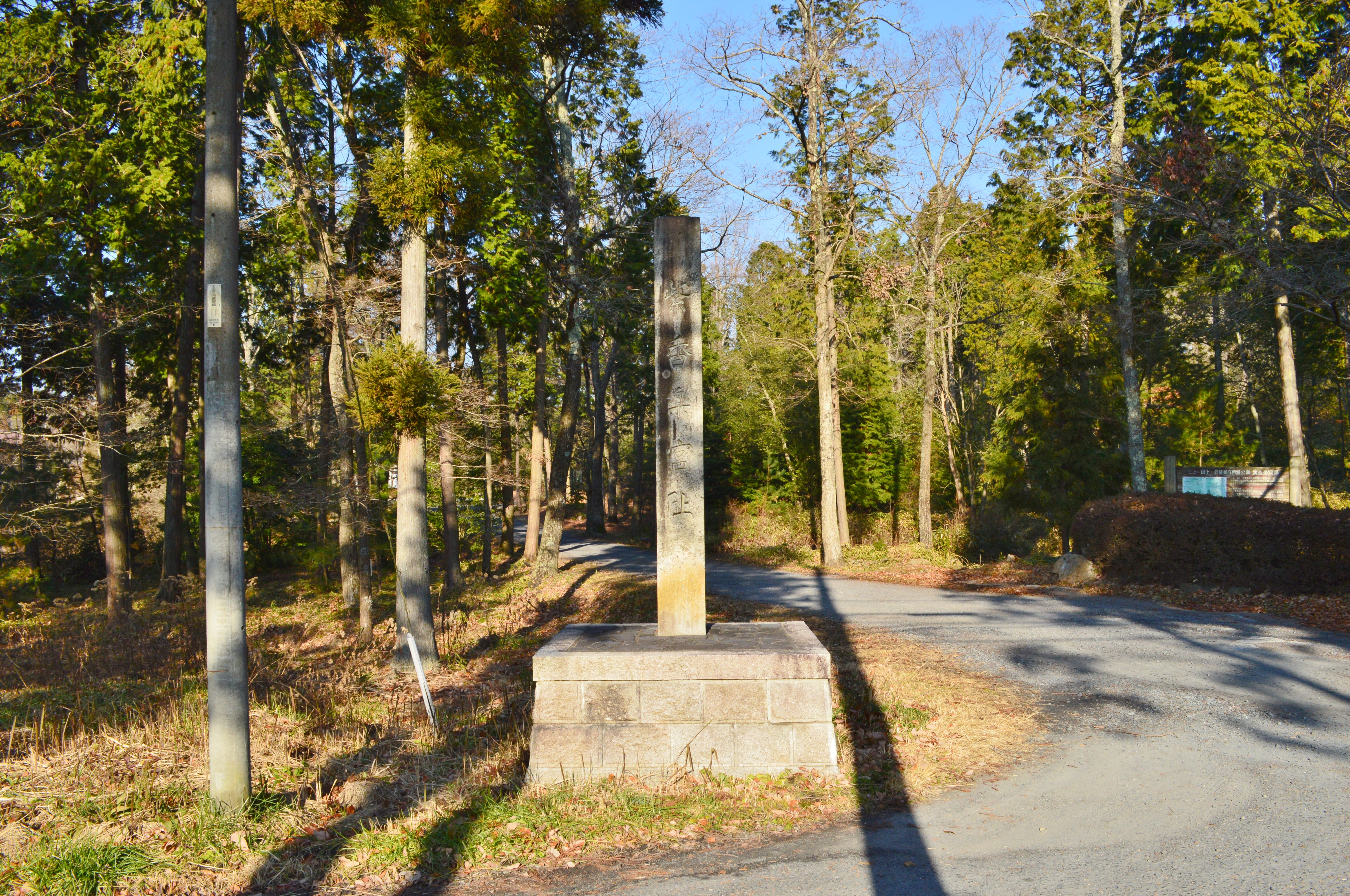
紫香楽宮跡

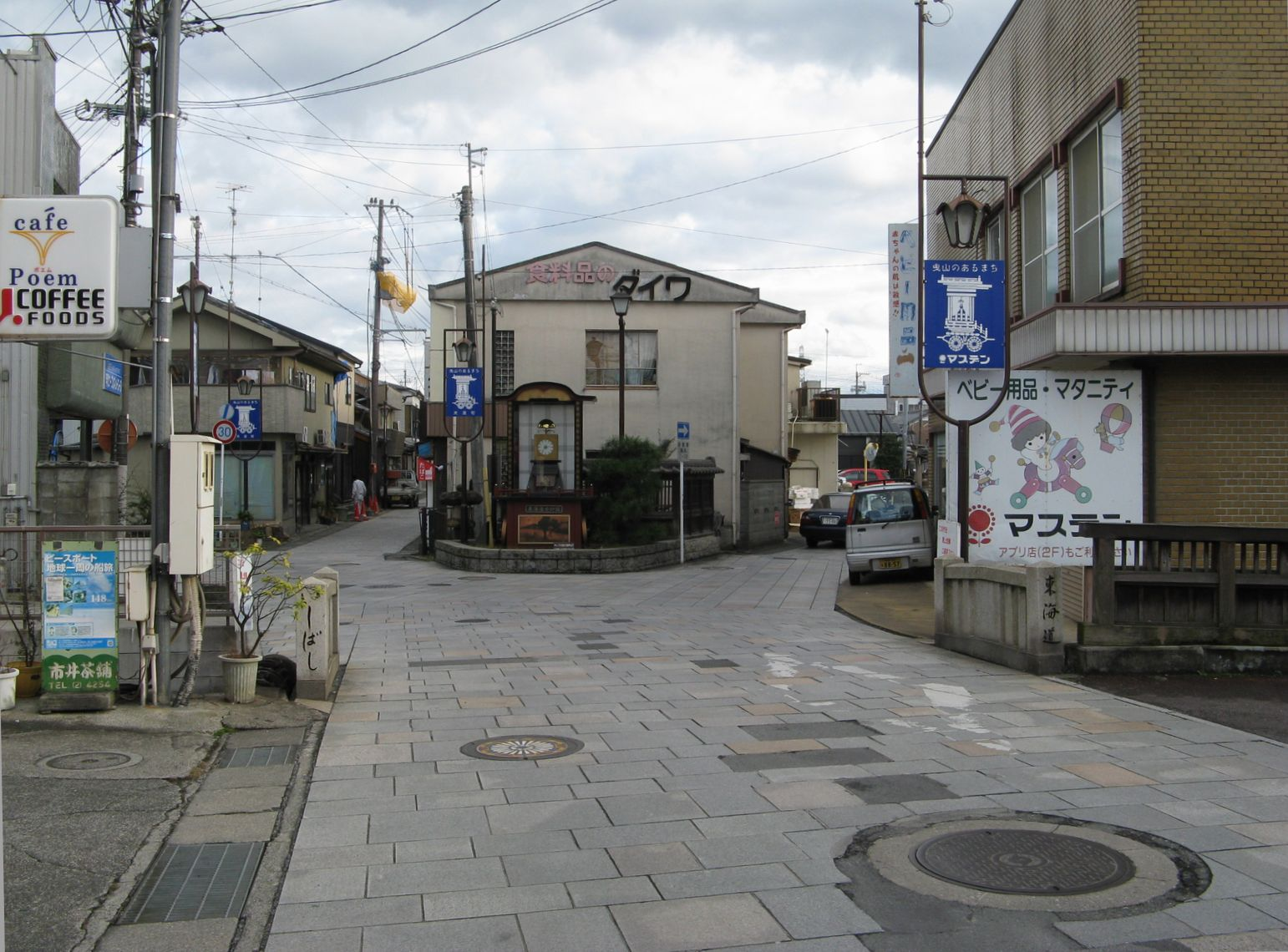
水口宿・水口石橋

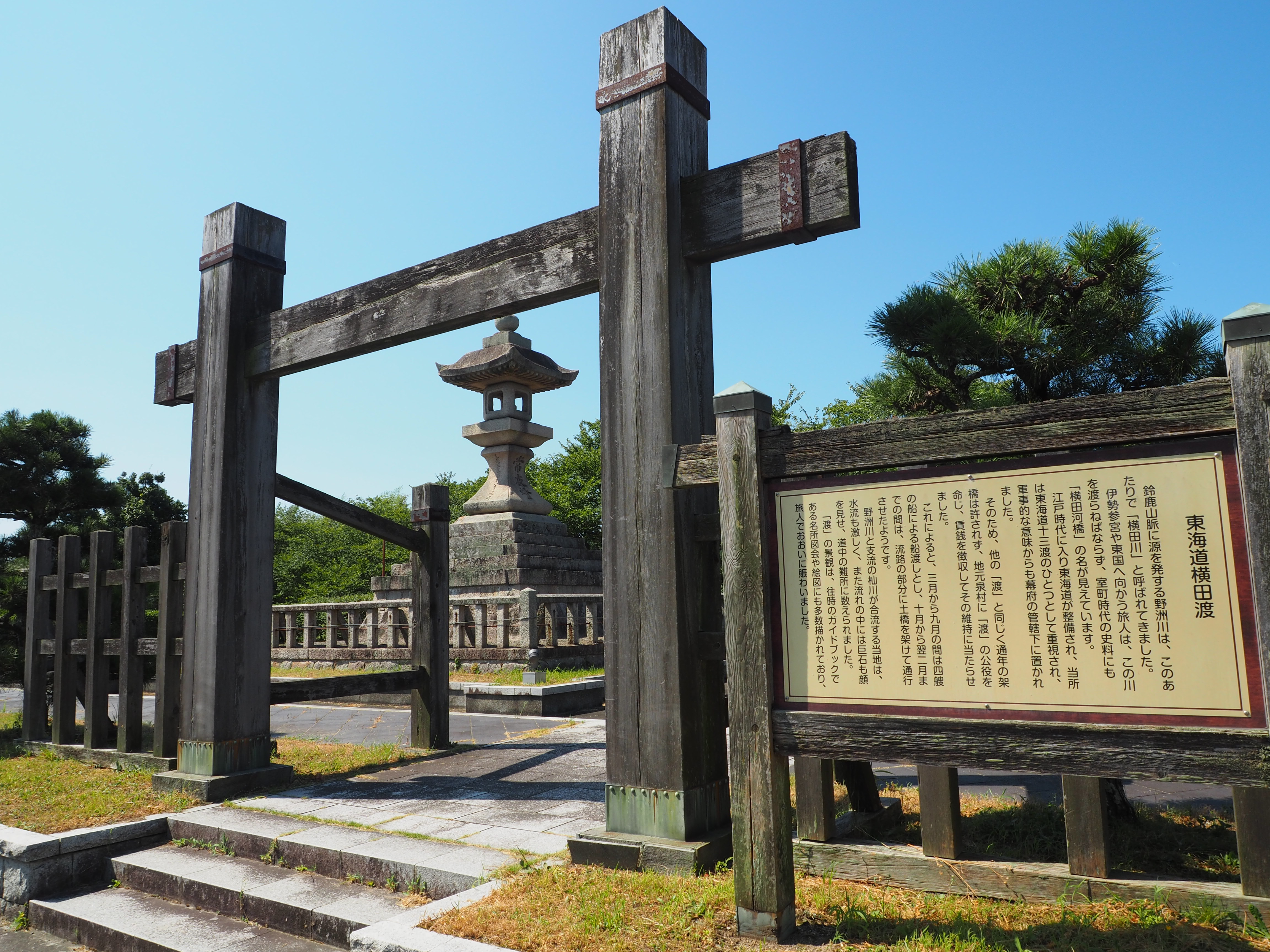
2東海道・横田渡常夜燈

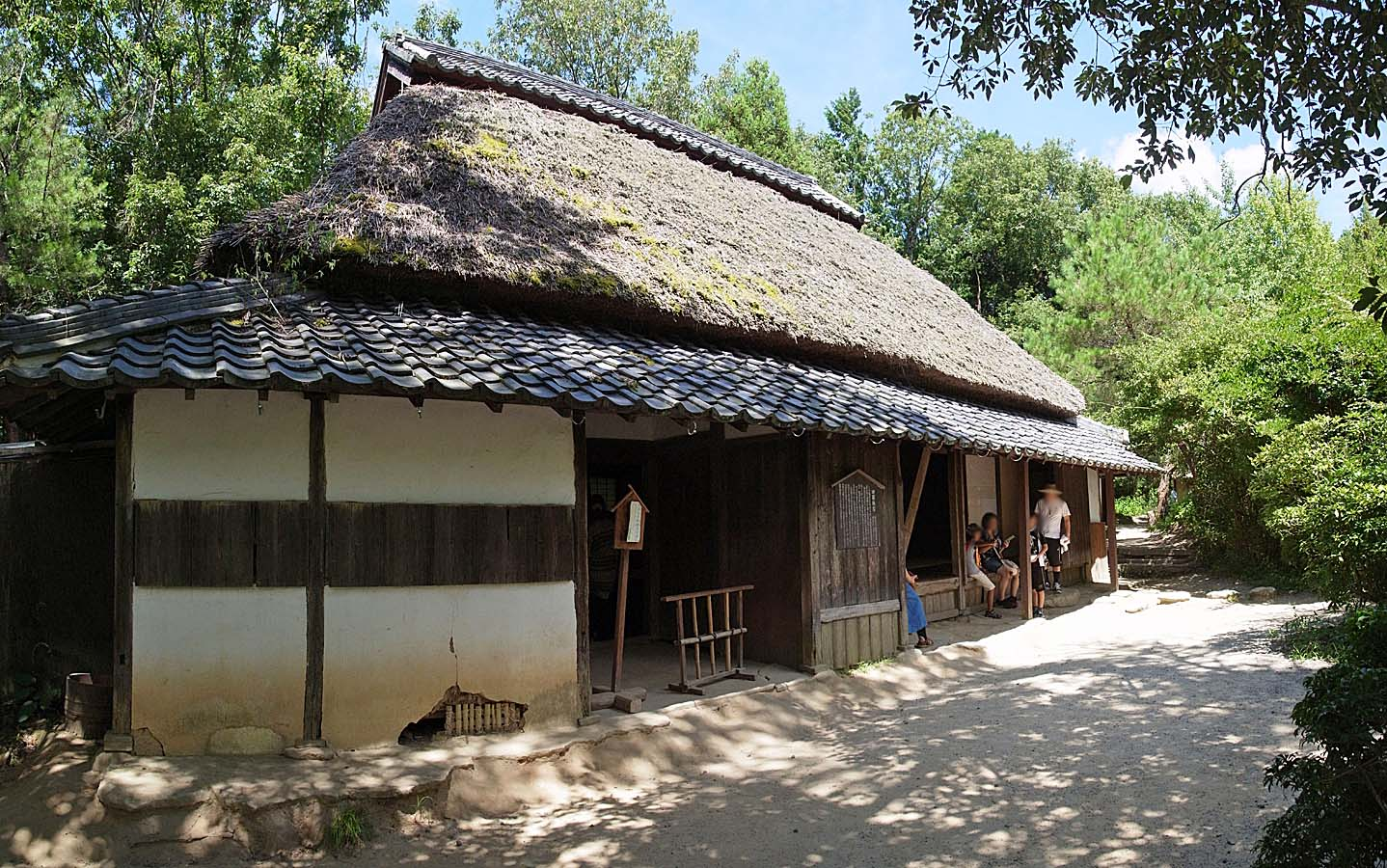
甲賀の里忍術村

旧5町の観光協会が合併に向けた協議を2005年4月に開始したものの、2009年4月に信楽町観光協会が「観光のカラー、スタイルが違う」として合併協議から離脱し、1年後の2010年4月に水口・甲南・甲賀・土山の観光協会が合併、甲賀市観光協会が誕生した。この関係で甲賀市には2つの観光協会が存在する。なお、合併前の甲南町の観光協会のマスコットキャラクターとして誕生した「にんじゃえもん」（忍者の着ぐるみ）が、甲賀市観光協会キャラクターとして各種イベントに参加している。
- 甲賀市観光協会（甲南第一地域市民センター内）
- 信楽町観光協会（信楽伝統産業会館内）

### 名所・旧跡
主な城郭・屋敷
- 水口城跡（碧水城）
- 水口岡山城跡 - 国史跡

主な寺院
- 甲賀寺 - 国の史跡「紫香楽宮跡」の一部
- 六角堂
- 十楽寺
- 櫟野寺
- 大池寺（蓬莱庭園）
- 大岡寺
- 玉桂寺

主な神社
- 油日神社 - 建造物5棟が国の重要文化財、国史跡「甲賀郡中惣遺跡群」の一部
- 田村神社
- 川田神社
- 水口神社
- 柏木神社
- 新宮神社（紫香楽一宮）
- 矢川神社 - 国史跡「甲賀郡中惣遺跡群」の一部
- 大鳥神社
- 日雲神社 - 元伊勢の1つ。
- 飯道神社 - 本殿が国の重要文化財

主な史跡
- 甲賀流忍術屋敷
- 垂水斎王頓宮跡

主な遺跡
- 紫香楽宮跡 - 国史跡
  - 宮町遺跡
  - 新宮神社遺跡
  - 鍛冶屋敷遺跡
- 甲賀郡中惣遺跡群 - 国史跡

宿場
- 東海道
  - 水口宿
    - 水口宿本陣跡

  - 土山宿
    - 旧土山本陣

### 観光スポット
自然・公園
- 鈴鹿国定公園
- 三上・田上・信楽県立自然公園
- 飯道山
- 古城山
- 東海自然歩道
- 水口スポーツの森
  - 甲賀市民スタジアム
- 高間みずべ公園
- 信楽運動公園
- 鶏鳴の滝
- 三筋の滝

レジャー
- 青土ダムエコーバレイ
- 大河原温泉かもしか荘 - 2013年にリニューアルを行う前は国民宿舎として営業。

テーマパーク
- 甲賀の里忍術村

## 文化

### 祭事・催事
- 田村神社厄除大祭
- しがらき盆梅列車と盆梅展
- あいの土山斎王群行
- 水口曳山祭
- くノ一オーディション
- 信楽駅前陶器市
- 油日祭り
- ケンケト踊り
- 鈴鹿馬子唄全国大会
- 黒川の太鼓踊り
- 大原祇園祭
- しがらき火まつり
- 水口夏まつり
- ござれGO-SHU!
- 杣川夏まつり
- 和太鼓サウンド夢の森
- あいの土山宿場まつり
- 信楽陶器まつり
- 10時間耐久リレーマラソン
- 全日本忍者選手権大会
- あいの土山マラソン
- 忍者の里山ウォーク
- 忍者の里スーパークロスin甲南

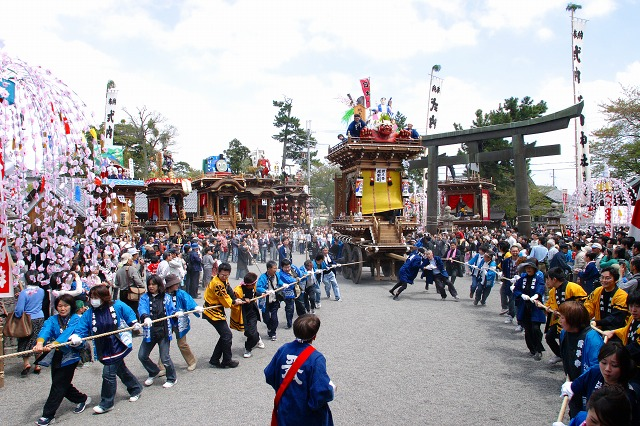
水口曳山祭

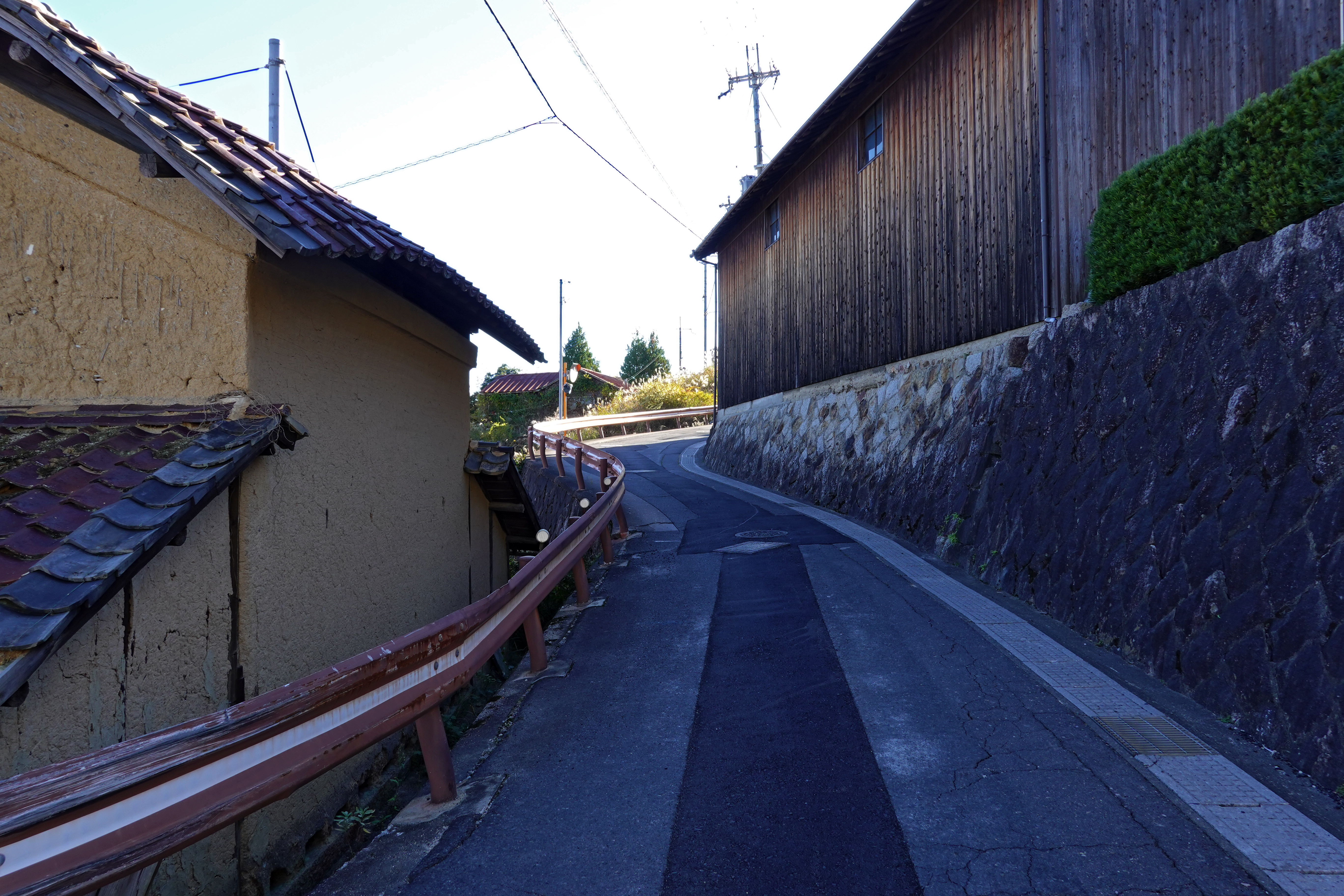
信楽窯元散策路

- 信楽まちなか芸術祭：2010年から3年に1度開催
- 信楽窯元散策路

### 名産・特産

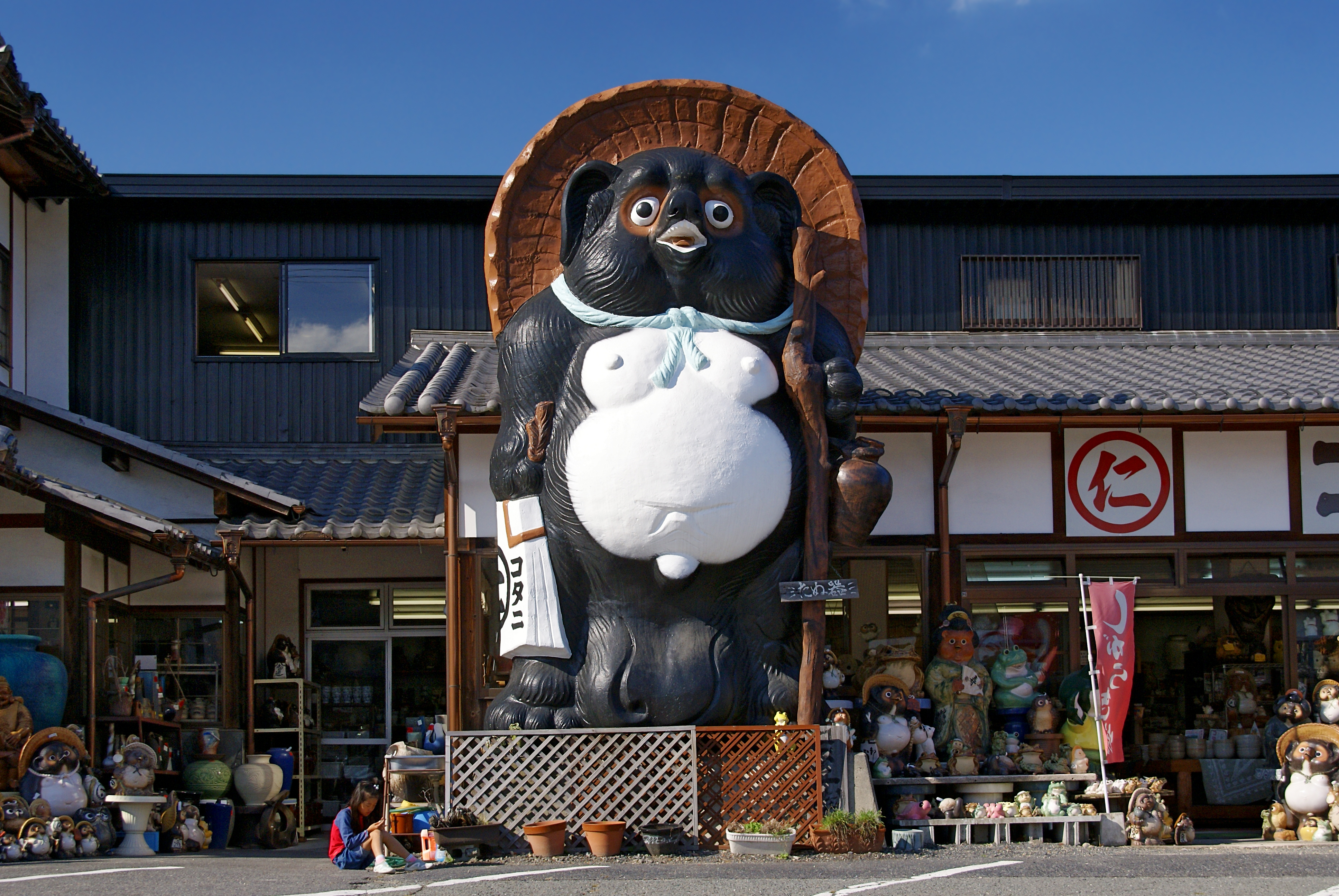
信楽焼

- 朝宮茶
- 蟹ヶ坂飴
- 信楽焼
- スヤキ
- たぬき丼
- 土山茶

## 出身・関連著名人

### 出身著名人
江戸時代以前の人物
- 鵜飼孫六：甲賀二十一家、忍者
- 加藤明英：水口藩主加藤家4代
- 城多董：尊王攘夷派志士
- 杉谷善住坊：甲賀五十三家杉谷家、甲賀武士
- 滝川一益：甲賀国人、戦国武将
- 辻月丹：無外流流祖（元禄時代、江戸最強と言われた剣術家）
- 豊田美稲：尊王攘夷派志士
- 中村確堂：尊王攘夷派志士、水口藩校助教
- 中村一氏：甲賀二十一家多喜家、戦国武将
- 伴伝兵衛 (2代)：江戸初期の近江商人
- 望月与右衛門：甲賀五十三家、忍者
- 施薬院宗伯：安土桃山から江戸初期にかけての医学者
- 山中長俊：甲賀二十一家、戦国武将
- 和田惟政：甲賀二十一家、戦国武将

政治家・実業家・学者・官僚など
- 岩永峯一：元衆議院議員、元農林水産大臣
- 岩永裕貴：衆議院議員、甲賀市長
- 大岡敏孝：衆議院議員
- 鹿島秀麿：神戸選出衆議院議員、立憲改進党
- 林田騰九郎：立憲改進党系衆議院議員
- 福永健司：衆議院議長、旧甲賀町名誉町民
- 望月長夫：衆議院議員、弁護士
- 阿部周吉：実業家
- 井上好三郎：実業家、現井上鋲螺工業創業
- 奥村綱雄：実業家、野村證券社長・会長
- 巖谷立太郎：鉱山学者、県初の工学博士
- 小崎昌業：外交官
- 川嶋四郎：法学者、同志社大学教授
- 増井金典：国語学者、滋賀短期大学名誉教授
- 光谷拓実：国立歴史民俗博物館客員教授・年輪年代学研究者
- 森耕二郎：経済学者、県初の経済学博士、九州帝国大学法文学部長
- 吉川虎雄：地球科学者、東京大学名誉教授、第6次南極探検隊長
- 菅健次郎：鉄道官僚、国鉄バス創始者
- 中田邦造：司書
- 川嶋真：造幣局理事長
- 鈴木エイト：ジャーナリスト、『やや日刊カルト新聞』主筆

芸術
- 巖谷一六：書家、貴族院議員
- 上田直方：陶芸家
- 北村豊晴：映画監督
- さかなこうじ：漫画家
- 姫野カオルコ：小説家
- 黒田湖山：児童文学作家・中外商業新報記者
- 古谷道生：陶芸家
- 山本素石：随筆家

芸能
- 中邨雄二：朝日放送テレビアナウンサー
- 森本栄浩：毎日放送アナウンサー
  - 中邨、森本とも旧土山町大野の出身で同学年。スポーツアナウンサーという点も同じである。
- 増田雅昭：気象予報士、気象キャスター
- 佐伯チズ：タレント、エステティシャン、美容アドバイザー、ビューティーディレクター
- MARI（いざわまり）：タレント、元YURIMARI
- レナ：タレント、元バニラビーンズ
- 枝元萌：女優
- 旭堂南湖：講談師
- 前川保志花：タレント
- yokko：シンガーソングライター
- iMagic.: ロックバンド
- ナナホシ管弦楽団：ミュージシャン
- 甲賀流忍者!ぽんぽこ：バーチャルYouTuber
- 森川温子：ミュージカル俳優

スポーツ
- 東崇史：元プロサッカー選手（水口高校→大阪経済大学→横浜F・マリノス）
- 井原正巳：柏レイソル監督、元サッカー日本代表主将（守山高校→筑波大→日産/横浜マリノス/横浜F・マリノス→ジュビロ磐田→浦和レッズ）
- 今村博治：元サッカー日本代表（甲賀高校→ヤンマーディーゼルサッカー部）
- 植田海：プロ野球選手（日本航空高校→近江高校→阪神タイガース）
- 上野展裕：ヴァンフォーレ甲府監督、元プロサッカー選手（膳所高校→早稲田大学→全日空→マツダ/サンフレッチェ広島）
- 宇田秀生（英語版） - 東京パラリンピックパラトライアスロン銀メダリスト（NTT東日本・NTT西日本）
- 大谷未央：元サッカー女子日本代表（西山高校→啓明女学院→TASAKIペルーレFC）
- 奥川雅也：プロサッカー選手（綾野小→京都サンガF.C.U-15→京都サンガF.C.U-18→京都サンガF.C.→レッドブル・ザルツブルク）
- 河本明人：プロサッカー選手（甲南中→流経大柏高→流通経済大学→ヴァンフォーレ甲府→栃木SC→ヴァンフォーレ甲府）
- 神崎亮佑：元プロサッカー選手（草津東高校→川崎フロンターレ→バンディオンセ神戸/バンディオンセ加古川→カマタマーレ讃岐）
- 北島寿典：リオデジャネイロオリンピックマラソン競技日本代表（東洋大学→安川電機）
- 三杉里公似：元大相撲小結（信楽中学→信楽高校→二子山部屋）
- 安田梨夏：バレーボール選手
- 山田聡子：ライフル射撃選手、東京オリンピックエアピストル日本代表
- 山田楓喜：プロサッカー選手（城山中→京都サンガF.C.U-18→京都サンガF.C.→東京ヴェルディ）
- 山田真夏斗：プロサッカー選手（甲南中→立正大淞南高校→松本山雅FC）
- 山本佳司：滋賀県立野洲高等学校サッカー部元監督（水口高校→日本体育大学）

### ゆかりの人物
政治家・学者・文筆家・芸術家など
- 饗庭孝男：文芸評論家。父の赴任に伴い、生後2歳まで信楽で過ごした。
- 奥村展三：水口高校出身、元衆議院議員
- 平井蒼太：ミステリー作家。発病後、甲賀市で療養生活を送る。
- 藍川さとる：甲賀市育ち、漫画家。甲賀市出身との噂もあるが本人が東京都出身と公表している。それ以上の詳細は不明。
- 神山清子：甲賀市信楽町在住、長崎県佐世保市出身。陶芸家・滋賀骨髄献血の和を広げる会代表（映画「火火」のモデル）

スポーツ
- 藤本敦士：甲賀総合科学専門学校（現:甲賀健康医療専門学校）出身、元プロ野球選手（甲賀総合科学→デュプロ→阪神タイガース→東京ヤクルトスワローズ）
- 建山義紀：甲賀総合科学専門学校出身、元プロ野球選手（甲賀総合科学→松下電器→北海道日本ハムファイターズ→テキサス・レンジャーズ→阪神タイガース）
- 宮田和希：甲賀健康医療専門学校出身、元プロ野球選手（甲賀健康医療→埼玉西武ライオンズ）
- 西口直人：甲賀健康医療専門学校出身、プロ野球選手（甲賀健康医療→東北楽天ゴールデンイーグルス）
- 松田和也：甲賀健康医療専門学校出身、元プロサッカー選手、元フットサル日本代表（甲賀健康医療→ガンバ大阪→アルビレックス新潟）
- 藤井健太：甲賀健康医療専門学校出身、元フットサル日本代表主将（甲賀健康医療→シュライカー大阪→バルドラール浦安→ペスカドーラ町田）
- 松原君守：甲賀健康医療専門学校出身、元フットサル日本代表（甲賀健康医療→ペスカドーラ町田）
- 原田健司：甲賀健康医療専門学校出身、元フットサル日本代表、元シュライカー大阪監督（甲賀健康医療→シュライカー大阪）
- 安川知宏：甲賀健康医療専門学校出身、元フットサル日本代表（甲賀健康医療→シュライカー大阪）
- 西村竜司：甲賀健康医療専門学校出身、プロフットサル選手（甲賀健康医療→シュライカー大阪→バサジィ大分）
- 里内猛：水口高校出身、元サッカー日本代表フィジカルコーチ、 川崎フロンターレフィジカルコーチ
- 中田一三：甲賀中学校出身、元プロサッカー選手（甲賀中→桜中→四中工高→横浜フリューゲルス→アビスパ福岡→ジェフ市原→大分トリニータ→ベガルタ仙台→ヴァンフォーレ甲府）
- 鈴木ブルーノ：土山中学校出身、プロサッカー選手（土山中→ガンバ大阪ユース→アルビレックス新潟→町田ゼルビア→アルビレックス新潟→ホーム・ユナイテッド→FC岐阜）